# Chevrolet Caprice
Pour les articles homonymes, voir Caprice.
La Chevrolet Caprice est une voiture produite par Chevrolet puis par Holden et diffusée aux États-Unis et au Canada ainsi qu'au Mexique. Depuis sa création, la Caprice en est à six générations.

## Histoire ancienne
Le nom aurait été donné par Bob Lund, PDG des usines de Chevrolet, lors d'une fréquentation dans un restaurant de New York. D'autres disent que le nom a été donné en l'honneur de Caprice Chapman, fille de James P. Chapman.
Tout au long de sa production, la Chevrolet Caprice a été le modèle le plus cher et le plus luxueux produit par Chevrolet. Il existe plusieurs variantes, notamment la Biscayne ou la Bel Air.
Un ensemble d'options Caprice Custom Sedan (RPO Z18) était proposé sur la Chevrolet Impala à toit rigide 4 portes de 1965, ajoutant 200 $ au prix de 2 742 $. L'option Caprice comprenait un cadre plus lourd, des changements de suspension, une calandre avant accentuée de noir et un panneau de garniture arrière avec plaque signalétique Caprice, des moulures de seuil de caisse élancées, des emblèmes de quartier de toit fleur de lys, des rayures latérales de couleur assortie et des emblèmes de capot et de tableau de bord Caprice. Les enjoliveurs complets étaient les mêmes que la Super Sport de cette année-là, mais l'emblème "SS" au centre de l'enjoliveur a été remplacé par un logo Chevrolet. Le panneau de garniture arrière occultant de la Super Sport a également été utilisé, sans la plaque signalétique «Impala SS». L'intérieur comprend un habillage de siège et de porte en tissu et en vinyle de qualité supérieure (ainsi qu'une moquette plus épaisse et de qualité supérieure), une garniture en faux noyer sur le tableau de bord et les panneaux de porte, des sangles de traction sur les portes et des lumières supplémentaires. Un toit complet en vinyle était facultatif. Un moteur V8 de 4,6 L et de 198 ch (145 kW) était de série, tout comme une transmission manuelle à 3 vitesses montée sur colonne.
Le Caprice était destiné à concurrencer la Ford LTD, Plymouth VIP, l'Ambassador DPL d'AMC et même la plus petite Oldsmobile Cutlass Supreme. Ces modèles comprenaient des intérieurs luxueusement rembourrés avec un tableau de bord et des garnitures de panneaux de porte en bois simulé, une moquette plus épaisse, une isolation acoustique, un éclairage de courtoisie et des garnitures extérieures plus haut de gamme.

## Première génération (1966-1970)
La première génération a été produite de 1965 à 1970.
La première génération a reçu pas moins de 8 moteurs différents, tous V8. La version de base était motorisée par un V8 de 4,6 litres (Small-Block 283 qui, dans sa version à carburateur à quadruple corps, produisaient 222 ch (164 kW) à 4 800 tr/min, pour 400 N m à 3 200 tr/min (chiffres bruts). Le taux de compression était de 9,25:1. Le modèle le plus puissant possédait un Big-Block 427 7,0 litres de 431 ch (317 kW) (à 5 600 tr/min) et 624 N m à 4 000 tr/min. Cette version du 427 a disparu en 1967. À partir de 1969, la gamme de moteurs est modifiée : le moteur de base passe à 5,4 litres et produit 238 (175 kW) ch à 4 800 tr/min équipé d'un carburateur double corps. Mais une grande partie des voitures de ces années furent assemblées avec le V8 396 de 6,5 litres produisant 330 ch (242 kW)à 4 800 tr/min et un couple de 556 N m à 3 200 tr/min, ce moteur permettant des performances plus élevées.

### 1966
La Caprice a acquis le statut de série pour l'année modèle 1966 et se positionne comme la Chevrolet full-size haut de gamme. Elle comprenait un toit rigide à quatre portes, une familiale à six ou neuf places et un toit rigide à deux portes avec une ligne de toit formelle carrée contrairement au style de toit fastback de l'Impala/SS Sport Coupe. Les quatre modèles de la Caprice ont été commercialisés sous le nom de «Caprice Custom».
Le Caprice Custom Estate, un nouveau modèle de break avec garniture extérieure en similibois a été la première Chevrolet avec un tel design depuis que son véritable break Woodie a été proposé en 1954. Tous les breaks comprenaient un intérieur de banquette à deux rangées entièrement recouvert de vinyle avec une troisième rangée pour deux orienté vers l'arrière en option. Le moteur V8 de 4,6 L était de série pour les modèles Caprice avec le V8 «Turbo Jet» de 330 ch (242 kW) de 6,5 L en option. Il était possible d'avoir le Regular Production Option (RPO) L72, un gros bloc moteur V8 de 431 ch (317 kW) avec des poussoirs solides, un arbre à cames spécial et un carburateur, et une compression de 11 à 1. Une transmission automatique, une direction assistée, des pneus à flancs blancs et un toit en vinyle (sur les toits rigides) étaient des options à coût supplémentaire, mais la plupart ont été construits avec. De plus, la climatisation, les vitres électriques, le régulateur de vitesse Cruise-Master, les sièges électriques, un gradateur automatique de phares (1965 uniquement) et des radios stéréo étaient disponibles. La transmission standard était une manuelle à trois vitesses Synchro-Mesh, monté sur la colonne de direction. Cette transmission est restée standard jusqu'au printemps 1971, lorsque la boîte automatique Turbo Hydra-Matic est devenue standard.
La Caprice de 1966 comportait une calandre et un pare-chocs avant révisés, ainsi que de nouveaux feux arrière rectangulaires qui remplaçaient les triples feux arrière traditionnels de Chevrolet utilisés sur les Impala depuis 1958, à l'exception du modèle de 1959. Les lentilles et les garnitures argentées des Caprice différaient légèrement des autres modèles full-size. Les modèles berlines et coupé comprenaient des banquettes luxueuses en tissu et en vinyle avec un accoudoir central rabattable sur le siège arrière. En option sur les deux modèles était un siège «Strato bench» qui combinait les dossiers de siège de style baquet et l'accoudoir central avec un coussin de banc pour les six sièges. Les Caprice avaient des enjoliveurs standard uniques, bien que certaines des roues et enjoliveurs en option sur les modèles full-size soient en option.
Les nouvelles options comprenaient le système de climatisation "Comfortron" où le conducteur pouvait régler une température constante toute l'année. Une option de volant «inclinable/télescopique» pouvait être réglée verticalement dans six positions, ainsi que télescoper plus loin dans colonne de direction. Les coupés pouvaient également être commandés avec un intérieur tout en vinyle avec des sièges baquets Strato et une console centrale avec levier de vitesses au sol, un compartiment de rangement, un éclairage de courtoisie et une instrumentation complète à l'extrémité avant de la console intégrée au tableau de bord inférieur.
La plate-forme GM B de 1965-70 est la quatrième plate-forme automobile la plus vendue de l'histoire après la Volkswagen Coccinelle, la Ford Model T et la Lada Riva.

### 1967-1968
La Caprice de 1967 a reçu un restyling avec des lignes de carrosserie plus arrondies, la calandre et des feux arrière révisés, des feux d'angle d'aile avant en option qui s'allumaient avec les phares, ainsi qu'un tableau de bord révisé avec des instruments ronds et un nouveau volant. Les lentilles des feux arrière étaient toutes rouges car les feux de recul ont été déplacés dans le pare-chocs arrière, contrairement aux modèles full-size plus petites qui avaient leurs feux de recul au centre des feux arrière. Un cylindre de frein à double maître était désormais inclus, tandis que les freins à disque avant étaient en option. Parmi les autres nouvelles options, citons un lecteur de bande stéréo à 8 pistes, des verrous de porte électriques et un système de surveillance d'éclairage extérieur par fibre optique. Les mêmes sélections de sièges se sont poursuivies comme auparavant, avec des révisions des modèles de garniture, plus le nouvel ajout de rembourrage tout en vinyle comme option sans frais pour les banquettes conventionnelles et Strato dans les berlines et les coupés. Les offres de moteurs et de transmission ont été reportées de l'année précédente. L'exception était le V8 Turbo Jet 427 de 431 ch (317 kW) 7,0 L en option n'était plus répertorié, laissant le 427 de 390 ch (287 kW) comme moteur supérieur. La transmission Turbo Hydramatic à trois vitesses qui n'était auparavant disponible qu'avec les V8 396 6,5 L et 427 7,0 L était désormais optionnelle avec le V8 Turbo Fire 327 de 5,4 L de 279 ch (205 kW). Comme pour toutes les voitures de 1967 vendues aux États-Unis, les Caprice étaient dotées de dispositifs de sécurité pour la protection des occupants, notamment une colonne de direction à absorption d'énergie, des boutons de commande intérieurs souples ou encastrés et des ancrages de ceinture avant extérieure.
La "100 millionième voiture de GM" était un coupé Caprice de 1967 bleu clair métallisé. Elle a été assemblée le 21 avril 1967 à l'usine de Janesville, Wisconsin. C'était en fait la 100 millionième voiture de GM construite aux États-Unis; la production, y compris dans les usines canadiennes, avait en fait dépassé la barre des 100 millions en mars 1966, une Oldsmobile Toronado étant la voiture en question.
La Caprice de 1968 a reçu un petit lifting qui comprenait une nouvelle calandre avec des feux arrière fixés dans le pare-chocs et des phares cachés en option. Les coupés Caprice sont désormais livrés en standard avec le nouveau système de ventilation Astro, qui comprenait des évents supplémentaires dans le tableau de bord et la suppression des fenêtres de ventilation. Les feux de position latéraux sont devenus de série sur toutes les voitures américaines et la Caprice a reporté les feux de position blancs en option sur le bord avant des ailes, en plus des feux de stationnement jaunes qui étaient éclairés par les phares. Toutes les Chevrolet de 1968 ont des feux de position latéraux avant sur l'aile; les voitures avec un moteur en option ont été identifiées avec sa cylindrée   en pouces cubes inscrit sur la moitié de la lunette; la lampe elle-même occupait l'autre moitié. Le système de surveillance à fibre optique a été proposé à nouveau en option. La Caprice Coupe a eu une sérieuse concurrence lorsque Chevrolet a également proposé la ligne de toit formelle de la voiture dans la série Impala. L'Impala Custom Coupe est devenu le modèle le plus vendu de la gamme. Le V8 Turbo-Jet L72 427 (7,0 L) de 431 ch (317 kW) est retourné à la liste des options après une interruption d'un an. Un nouveau V8 Turbo Fire de 5,0 litres d'une puissance nominale de 203 ch (150 kW) a remplacé le petit bloc de 4,6 litres de 198 ch (145 kW) comme moteur standard. À l'intérieur, le tableau de bord a été révisé avec un retour au compteur de vitesse à balayage horizontal et un volant à trois branches révisé. Un groupe d'instruments en option avait un indicateur de vitesse étroit dans son ouverture et le flanquait d'instruments à moteur à la place de témoins. La jauge de carburant, placée à côté de l'indicateur de vitesse dans sa propre nacelle dans les modèles de base, a été déplacée à son nouvel emplacement à côté de l'indicateur de vitesse. Un compte-tours a pris la place de la jauge de carburant dans la grande ouverture laissée par la jauge de carburant.

### 1969-1970
La Caprice de 1969 et d'autres Chevrolet full-size ont été redessinés avec de nouvelles lignes de carrosserie et des pare-chocs avant qui s'enroulaient autour de la calandre (encore une fois avec des phares dissimulés en option, pour lesquels des rondelles pouvaient être ajoutées en tant que nouvelle option "un an seulement") avec une façade avec des fenêtres sans évent sur tous les modèles. L'empattement de 3 023 mm, la coque intérieure et le cadre ont été repris du modèle de 1965. Le break a été renommé Kingswood Estate et a continué à utiliser les garnitures extérieures en grain de bois ainsi que les garnitures intérieures des berlines et coupés Caprice. Les appuie-tête des sièges avant étaient désormais de série pour répondre aux normes de sécurité fédérales et le contacteur d'allumage s'est déplacé du tableau de bord vers la colonne de direction et verrouillé également le volant lorsque la clé été retirée. Cela faisait partie d'un mandat fédéral pour les modèles de 1970, mais a été introduit un an plus tôt sur toutes les voitures General Motors sauf la Corvair.
La Caprice de 1969 offrait également une nouvelle unité de direction assistée à rapport variable conçue par GM en tant qu'équipement optionnel ainsi qu'une option "Liquid Tire Chain" rarement commandée, qui était un bouton activé par le vide qui projetait de la glace fondue sur les pneus arrière (option UPC le code est "V75"). Le moteur standard a été agrandi à un V8 327 de 5,4 L de 238 ch (175 kW) avec des choix de moteurs en option, y compris un nouveau V8 Turbo Fire 350 de 5,7 L de 263 ou 304 ch (193 ou 224 kW), un V8 Turbo Jet 396 de 6,5 L de 269 ch (198 kW), ainsi qu'un V8 Turbo Jet 427 de 7,0 L évalué à 335 ch (250 kW) ou 396 ch (291 kW). Tous les moteurs V8 étaient désormais disponibles avec la transmission Turbo Hydramatic à trois vitesses pour la première fois, bien que le Powerglide à deux vitesses soit toujours proposé avec les V8 327 et 350.

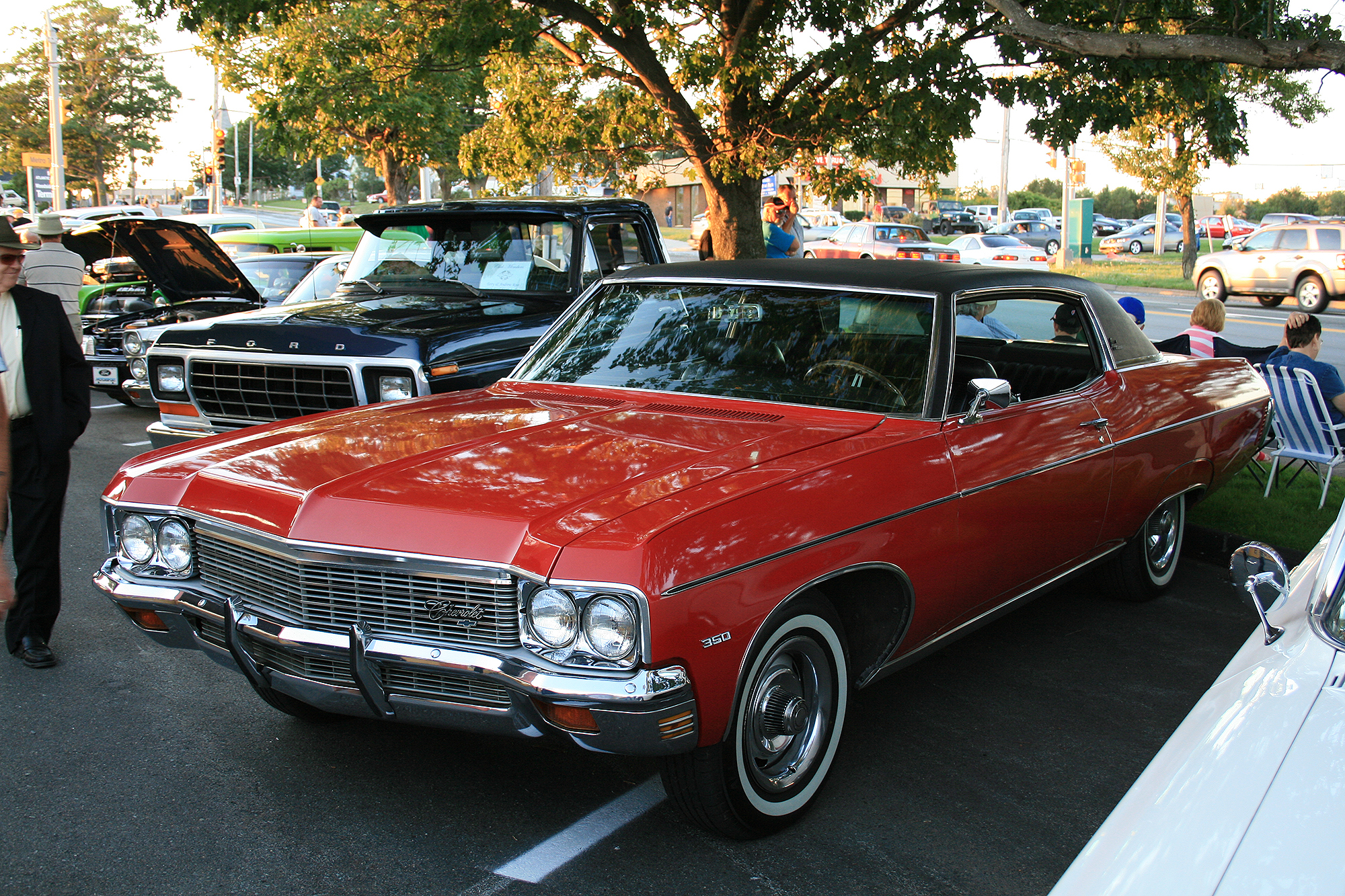
Chevrolet Caprice Coupe de 1970

La Caprice de 1970 a reçu un lifting mineur avec un pare-chocs de calandre plus conventionnel remplaçant l'unité enveloppante utilisée en 1969, ainsi que de nouveaux triples feux arrière verticaux dans le pare-chocs arrière. Des freins à disque avant à commande électrique et des pneus à ceinture en fibre de verre sur des roues de 15 pouces (380 mm) ont été fabriqués de série avec un V8 Turbo Fire de 253 ch (186 kW) de 5,7 L. Les V8 en option comprenaient un 350 de 304 ch (224 kW) et un nouveau V8 Turbo Fire 400 de 269 ch (198 kW) 6,6 L. Le moteur supérieur était un nouveau V8 Turbo Jet 454 de 7,4 L offert en versions 350 ch (257 kW) ou 395 ch (291 kW). Les moteurs Turbo Fire de 250 et 269 ch (198 kW) ont été conçus pour utiliser de l'essence ordinaire tandis que les moteurs Turbo Fire de 304 ch (224 kW) et les deux moteurs Turbo Jet 454 nécessitaient du carburant de qualité supérieure. Une transmission manuelle à trois vitesses avec changement à la colonne était un équipement standard comme les années précédentes, mais la boîte manuelle à quatre vitesses avec levier Hurst a été supprimée de la liste d'options pour 1970, tout comme les sièges baquets Strato et la console centrale précédemment proposés sur les coupés. Les options de transmission automatique comprenaient le Powerglide à deux vitesses sur le V8 350 et le Turbo Hydra-Matic avec tous les moteurs.

## Deuxième génération (1971-1976)
La deuxième génération de Caprice, produite 1971 à 1976, a subi les règlementations en matière de normes antipollutions ainsi que les nouveaux standards pour les mesures de puissance. Ainsi, dès 1972, le moteur le plus puissant ne produisait que 274 ch (201 kW) (moteurs 454 à carburateur quadruple corps et double ligne d'échappement). En 1976, le même moteur n'affiche plus que 231 ch (170 kW).

### 1971-1972
Pour 1971, la Caprice haut de gamme a été entièrement repensée sur un empattement plus long de 3 086 mm et arborait un style de fuselage audacieux de type Chrysler. Les poignées de porte extérieures affleurantes et les toits à double coque étaient nouveaux sur la Caprice - les deux caractéristiques apparaissant pour la première fois sur la Camaro de 1970½ et la Pontiac Firebird. Le nouveau style a été mis en évidence par une calandre en forme de «caisse d’œuf» de type Cadillac avec un emblème «Caprice» au centre et des garnitures en métal brossé entourant les feux arrière sur le coffre arrière. Le cadre «Full-Perimeter» et la suspension toutes bobines ont été affinés pour améliorer la conduite et la réduction du bruit.

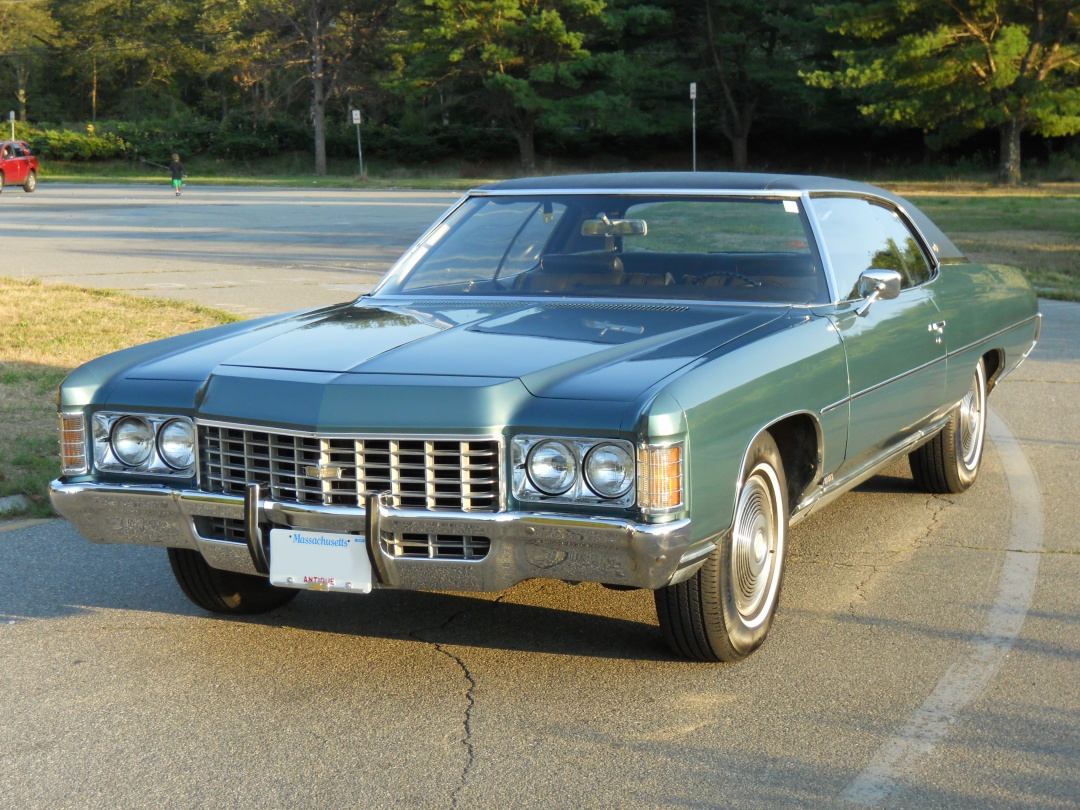
Chevrolet Caprice Coupe de 1971

Les intérieurs ont été révisés avec un volant amorti à deux branches et un nouveau tableau de bord avec indicateur de vitesse à balayage horizontal et un placement des instruments similaire aux précédents Chevrolet full-size. Les Caprice ont continué avec des intérieurs de qualité supérieure à leurs homologues Impala avec une sellerie luxueuse en tissu et en vinyle, des garnitures en grain de bois sur le tableau de bord, le volant et les panneaux de porte ainsi que de la moquette sur les panneaux de porte inférieurs des berlines et des coupés. Un accoudoir central avant a également été présenté sur les berlines.
Les breaks utilisent désormais un empattement unique de 3 175 mm et sont plus grands que jamais. Les familiales ont continué à utiliser des noms de modèle uniques. Le break Kingswood Estate était considéré comme l'équivalent de la Chevrolet Caprice étant le break de niveau supérieur. Contrairement aux années précédentes, les break utilisaient une suspension arrière unique utilisant un essieu solide avec des ressorts à lames, par opposition aux ressorts hélicoïdaux et aux bras oscillants des berlines et des coupés.

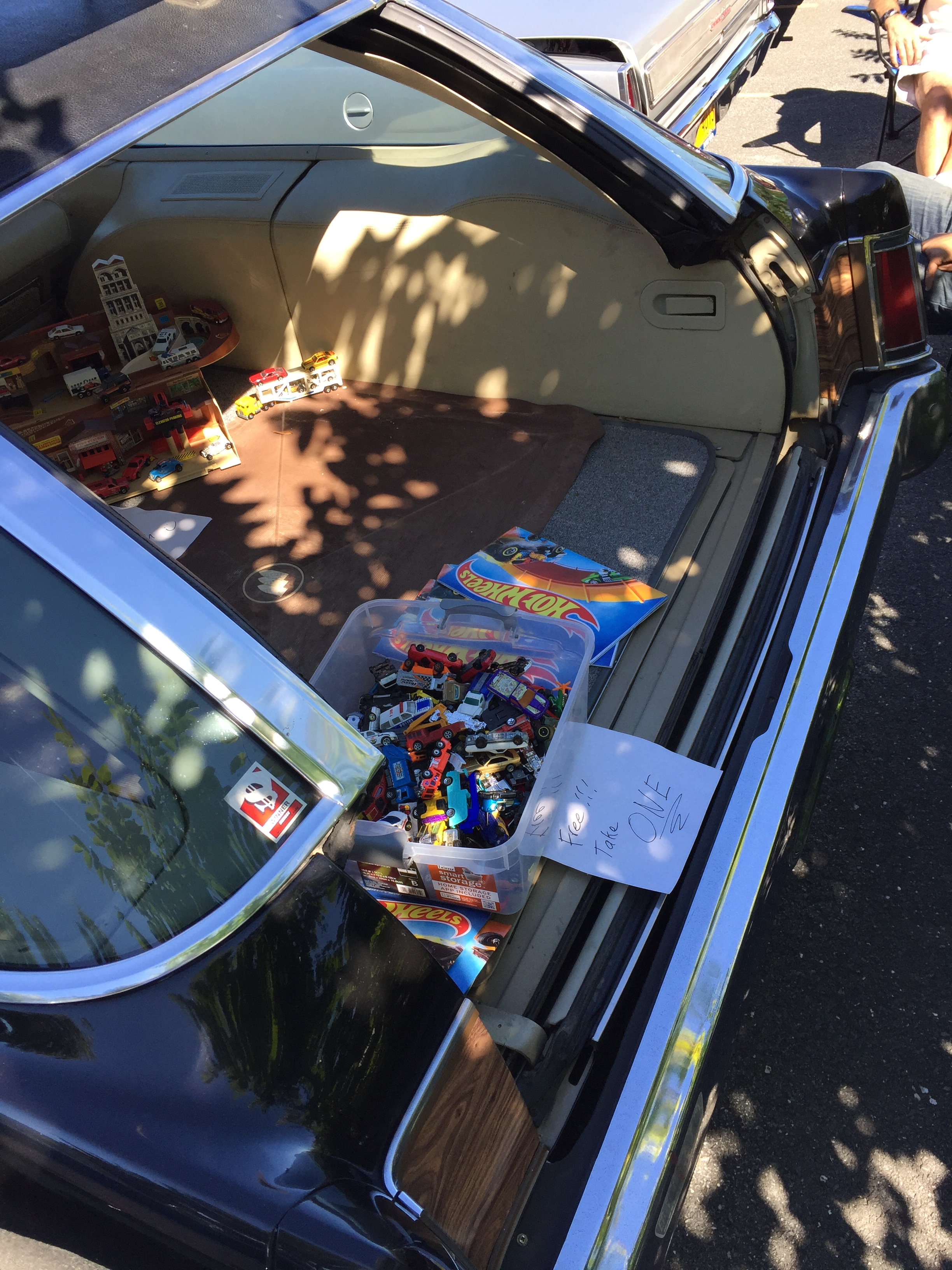
Un hayon "disparaissant"

Les breaks comportaient une conception à clapet commercialisée sous le nom de hayon Glide-away, également appelé hayon «disparaissant» car une fois ouvert, le hayon était complètement hors de vue. Sur la conception à clapet, la vitre arrière à commande électrique se glissait dans le toit et le hayon inférieur (avec commande manuelle ou électrique en option), complètement abaissé sous le plancher de chargement. Le hayon inférieur manuel était contrebalancé par une tige de torsion similaire aux barres de torsion utilisées pour maintenir un couvercle de coffre ouvert, nécessitant une poussée de 14 daN pour abaisser complètement la porte. Élever la porte manuelle nécessitait une traction de 2 daN via une poignée intégrée au bord supérieur de la porte rétractable. Le fonctionnement électrique de la vitre supérieure et du hayon inférieur est devenu un équipement standard dans les années modèle ultérieures. Les breaks comportaient une troisième rangée de sièges orientés vers l'avant en option accessible par les portes latérales arrière et un siège de deuxième rangée rabattable - et pouvaient accueillir une feuille de contreplaqué avec les sièges arrière rabattus. La conception à clapet ne nécessitait aucune empreinte ou zone opérationnelle accrue pour s'ouvrir, permettant à l'utilisateur de tenir l'ouverture de la cargaison sans entraver le coffre - par exemple, dans un garage fermé.
Le Kingswood Estate était équipé de série d'un moteur à deux corps de 6,6 L avec les mêmes options de moteur que les coupés et les berlines. Les modèles break n'étaient livrés qu'avec des systèmes d'échappement simples, ce qui signifiait une puissance nominale inférieure à celle des coupés et des berlines.
Les freins à disque avant à commande électrique faisaient partie de l'équipement de série, ainsi qu'un V8 Turbo Fire 400 de 259 ch (190 kW) brute et 172 ch (127 kW) nette.  Ce moteur, ainsi que toutes les centrales électriques en option, ont été conçus pour fonctionner avec de l'essence ordinaire au plomb, à faible teneur en plomb ou sans plomb de 91 octane de recherche ou plus. Pour ce faire, tous les moteurs ont vu leur taux de compression abaissé à 8,5:1. General Motors a été le premier des big three à faire fonctionner tous ces moteurs avec du carburant ordinaire et ces changements ont été apportés pour aider à respecter les réglementations d'émissions de plus en plus strictes qui devaient entrer en vigueur dans les années à venir.
Les moteurs en option comprenaient un V8 Turbo Jet 402 de 304 ch (224 kW) brute (209 ch (154 kW) nette) (commercialisé sous le nom de «Turbo Jet 400 sur les voitures full-size et de« Turbo Jet 396 sur les voitures intermédiaires) et un V8 Turbo Jet 454 de 370 ch (272 kW) brute et 289 ch (213 kW) net avec double échappement qui est venu en standard. Équipé d'un double échappement, le Turbo Jet 400 était évalué à 264 ch (194 kW). Au début de l'année, une transmission manuelle à trois vitesses était de série lorsque le modèle a été introduit à l'automne 1970, bien qu'au milieu de l'année, la transmission Turbo Hydramatic et la direction assistée à rapport variable soient devenues des équipements de série sur tous les modèles de Caprice bas de gamme équipés d'un moteur V8.
Les spécifications de Chevrolet comprenaient à la fois des chiffres de puissance «bruts» et «nets» en 1971, soit un an avant la transition à l'échelle de l'industrie aux chiffres de puissance nette SAE. Puissance nominale nette SAE puissance nominale normalisée conformément aux chiffres de la norme SAE J1349 pour obtenir un chiffre plus précis. La puissance "nette" a été mesurée "telle qu'installée" dans un véhicule avec de la puissance utilisant des accessoires et des équipements d'émission installés, des systèmes d'échappement et des filtres à air, ce qui a conduit à des puissances plus faibles. Pour 1971, le moteur Turbo-Jet 400 a été évalué à 304 ch (224 kW) brute avec et sans double échappement, tandis que les chiffres nets, plus précis, le montrent à 209 ch (154 kW) avec échappement simple et 260 avec échappement double. À partir de 1972, les constructeurs automobiles suivraient la norme SAE J1349 et les cotes de puissance "nettes" étaient les seules cotes publiées.
Dans son numéro de mai 1971, le magazine Motor Trend a publié un essai routier comparatif comprenant un coupé Caprice et une Cadillac Sedan DeVille. La Caprice testé était propulsé par le V8 454 et chargé de pratiquement toutes les options disponibles. Bien que les testeurs aient noté que la Cadillac avait un niveau de qualité plus élevé que la Chevrolet avec un intérieur beaucoup plus luxueux (la DeVille était recouverte de cuir tandis que la Caprice avait la garniture en tissu standard), le magazine a finalement considéré la Chevrolet comme la meilleure valeur à 5 550 $ par rapport au prix de 9 081 $ de la Cadillac, principalement en raison du fait que la différence de prix de 3 500 $ n'a acheté qu'un ajout de qualité modeste et quelques fonctionnalités de luxe supplémentaires.

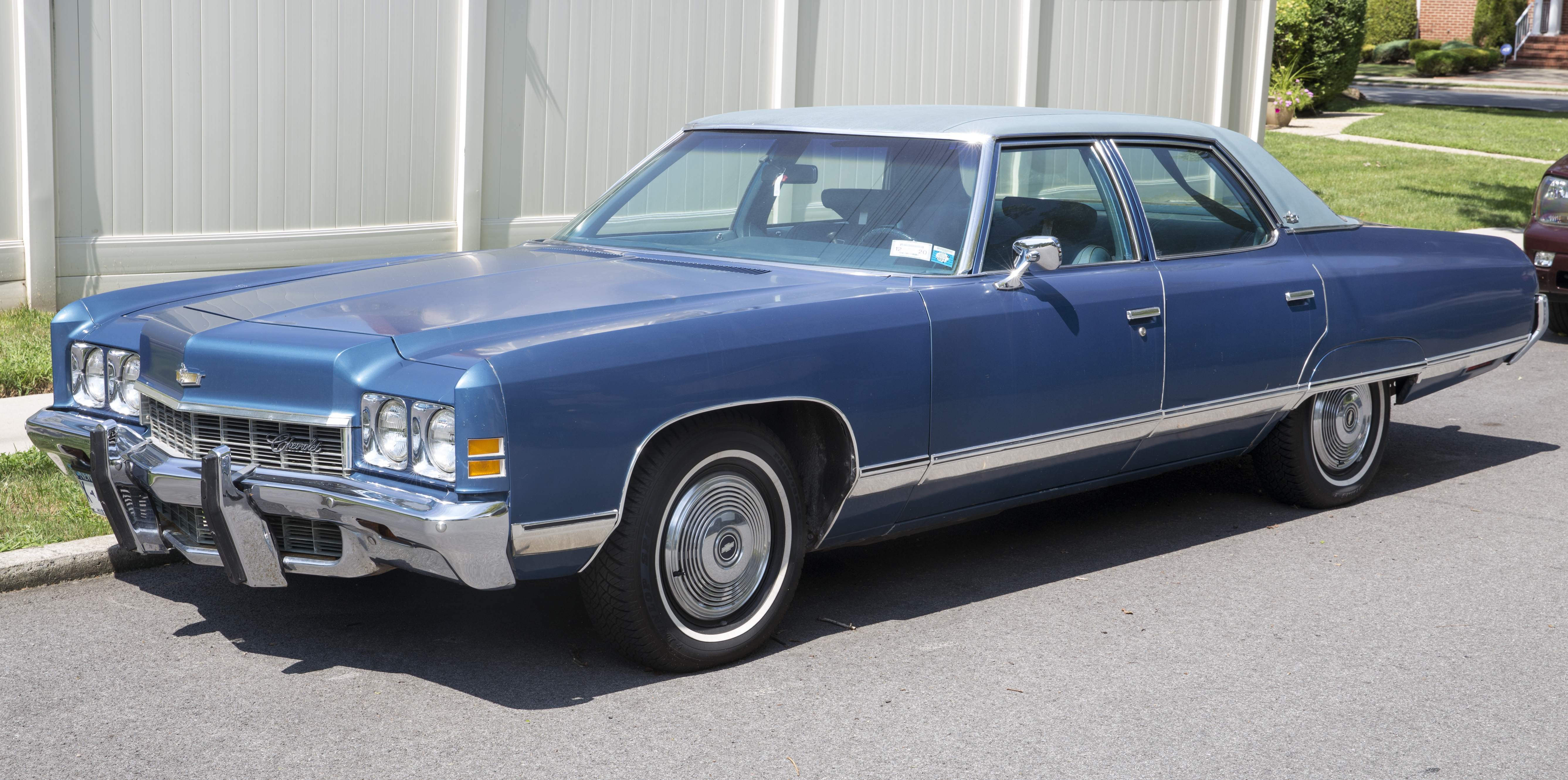
Chevrolet Caprice berline 4 portes à colonnes de 1972, une nouvelle carrosserie pour l'année

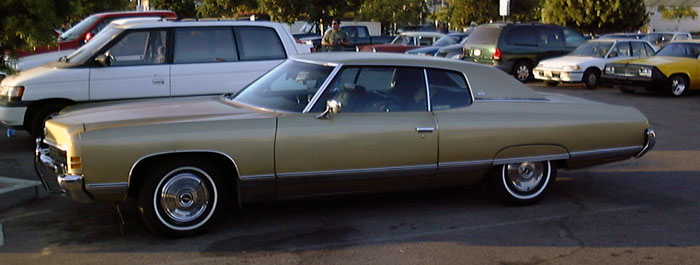
Caprice Hardtop coupé de 1972

La Caprice de 1972 a reçu un lifting avec une calandre révisée qui était plus basse que le modèle '71 flanqué d'un nouveau pare-chocs avec une protection accrue un an avant le mandat fédéral. Cela a été fait par la conception d'un pare-chocs dans un pare-chocs. Des poutres de gros calibre renforçaient le pare-chocs fixé au châssis. Le pare-chocs arrière comportait également cette conception et avait maintenant les triples feux arrière montés dans le pare-chocs. Les offres de moteurs ont été reportées de 1971 avec le passage à des puissances "nettes" dont 172 ch (127 kW) pour le V8 Turbo Fire 400 deux corps standard de 6,6 L, 213 ch (157 kW) (évalué à 243 ch (179 kW) avec double échappement en option) pour le gros bloc V8 Turbo Jet 400 quatre corps et 274 ch (201 kW) (évalué à 233 ch (172 kW) en breaks à simple échappement) pour le V8 Turbo Jet 454 quatre corps. La transmission turbo hydramatique, la direction assistée à rapports variables et les freins à disque avant assistés sont restés de série. Nouveau dans la gamme Caprice était une berline à quatre portes à colonnes. Tous les modèles comportaient également un système "Astro Ventilation" révisé utilisant des évents dans les montants de porte qui a remplacé la version de 1971 problématique qui utilisait des évents dans le coffre et s'est avérée être une source majeure de plaintes auprès des concessionnaires Chevrolet (et d'autres divisions GM) des clients. Sièges électriques à 6 réglages électriques, lecteurs de bande à 8 pistes et climatisation en option.

### 1973-1974

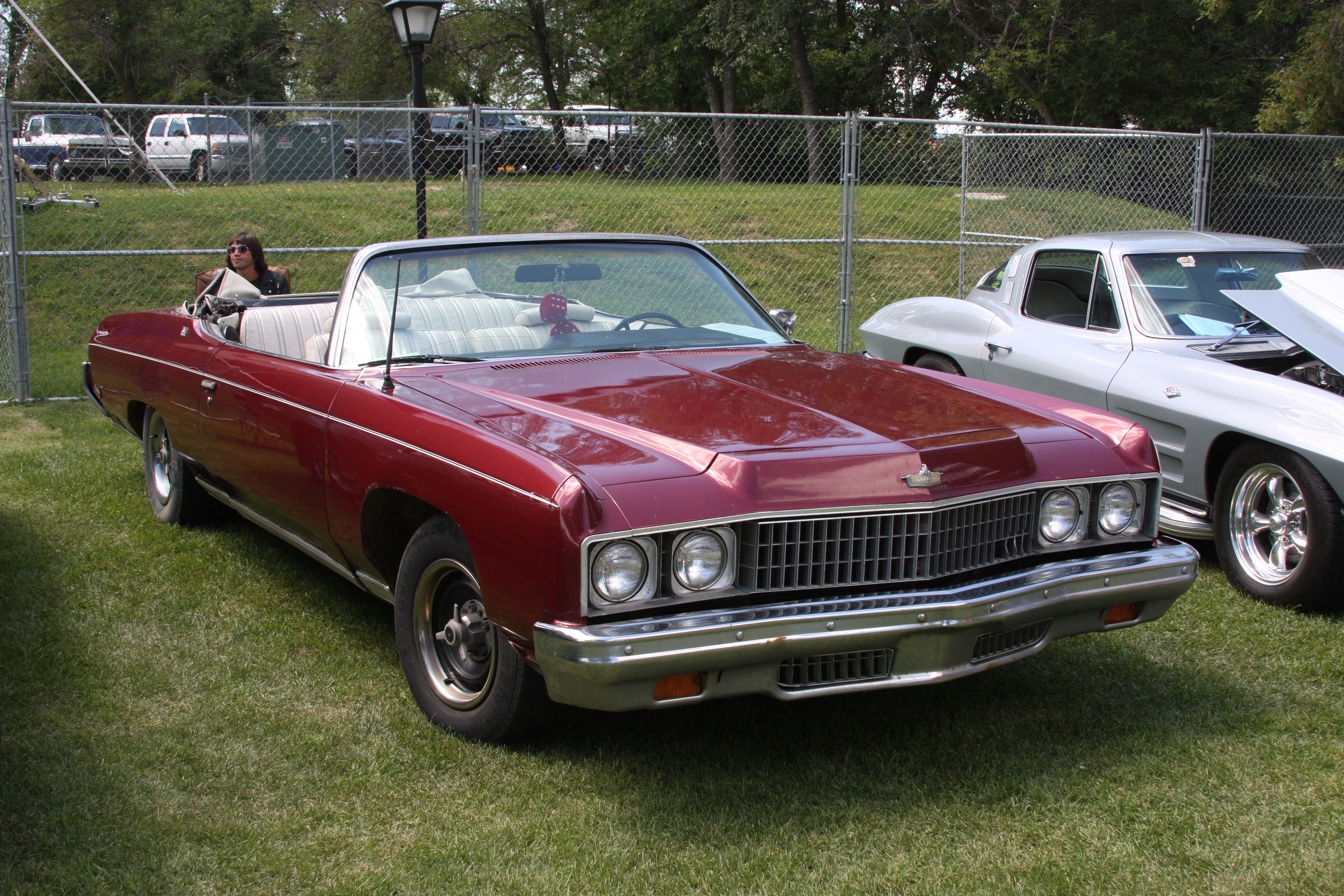
Caprice cabriolet de 1973

Les modèles Caprice ont été renommés Caprice Classic pour l'année modèle 1973. Le modèle Kingswood Estate avec garniture latérale en grain de bois simulée s'appelait désormais Caprice Estate. Le cabriolet a été déplacé de l'Impala à la gamme Caprice pour la première fois en 1973.
Le lifting de 1973 comprenait une nouvelle calandre à hayon croisé, un pare-chocs avant absorbant l'énergie de 8 km/h et des feux arrière carrés révisés, montés à nouveau dans le pare-chocs. De nouvelles normes d'émissions ont ajouté des soupapes EGR (recirculation des gaz d'échappement) aux moteurs (avec un nouvel arbre à cames à rouleaux), et les puissances en chevaux ont été réduites. Le Turbo-Fire standard de 6,6 L deux corps était maintenant évalué à 152 ch (112 kW) tandis que le seul moteur en option était le V8 Turbo-Jet 7,4 L produisant 248 ch (183 kW) avec double échappement et 218 ch (160 kW) avec simple échappement utilisé dans les break. Une nouvelle option sur les berlines et les coupés était une banquette 50/50 inclinable du côté passager. Le tableau de bord et le volant étaient désormais proposés dans différentes couleurs pour mieux harmoniser l'intérieur, et le volant comportait un nouveau rebord "soft grip". Les sièges avant ont également été repositionnés pour donner plus d'espace aux jambes pour les conducteurs de grande taille, mais les personnes plus petites ont trouvé la position de conduite inconfortable.
Les modèles de 1974 comportaient une nouvelle calandre verticale formelle tandis que les clignotants se sont déplacés du pare-chocs et étaient désormais encastrés dans les doubles phares. Les feux arrière ont été déplacés au-dessus du nouveau pare-chocs arrière de 8 km/h. De nouveaux piliers «B» épais et des fenêtres fixes de quartier arrière ont été ajoutés aux coupés à deux portes, ce qui a essentiellement éliminé la conception de toit rigide sans pilier, tout comme les intermédiaires de GM l'ont été l'année précédente. Une nouveauté dans la liste des moteurs était une version à quatre corps du petit bloc V8 Turbo Fire de 6,5 L évalué à 182 ch (134 kW) (qui était le moteur standard sur les breaks et toutes les voitures vendues en Californie, en option sur les autres modèles dans les 49 autres États). Tous les autres moteurs ont été reportés de 1973, bien que le Turbo Jet 454 ait perdu 10 ch (7,5 kW), maintenant à 238 ch (175 kW) Autre nouveauté pour 1974: les ceintures de sécurité sous-abdominales et à épaulières intégrées et un système de «verrouillage» obligeait le conducteur et les passagers avant à boucler les ceintures de sécurité pour pouvoir démarrer le moteur. La fonction de verrouillage s'est avérée si impopulaire que le Congrès l'a annulée peu de temps après l'introduction des modèles de 1975. Une nouvelle option cette année était une télécommande pour le rétroviseur extérieur côté passager. Tableaux de bord et volants offerts

### 1975-1976
Les modèles de 1975 ont reçu une toute nouvelle extrémité avant avec des phares avant balayés vers arrière, une calandre révisée et des clignotants qui retournent aux pare-chocs qui s'inclinent également vers l'arrière aux deux extrémités. De nouveaux feux arrière s'enroulent maintenant autour des ailes arrière. Les berlines Caprice Classic Sport sont désormais dotées de fenêtres opéra dans les montants D. Les graphiques du tableau de bord, de la radio et de la climatisation ont été révisés; l'indicateur de vitesse allait jusqu'à 160 km/h, et avait de plus petits nombres pour les kilomètres par heure. Le cabriolet Caprice serait abandonné après l'année modèle 1975 avec ses homologues à carrosserie B full-size, y compris l'Oldsmobile Delta 88, Buick LeSabre et Pontiac Grand Ville. Environ 8 350 cabriolets Caprice Classic ont trouvé preneur en 1975.
L'économie de carburant étant devenue une priorité plus importante chez les Américains après l'embargo sur le pétrole arabe de la fin de 1973 et au début de 1974, Chevrolet a fabriqué le petit V8 de 147 ch (108 kW) de 5,7 L avec un carburateur à deux corps de série sur touts les modèles de la Caprice hors breaks pour 1975. En Californie, le V8 350 quatre corps 157 ch (116 kW) était le moteur de base et ce moteur n'était pas disponible ailleurs. Les moteurs en option incluaient le moteur V8 petit bloc de 177 ch (130 kW) 6,6 L (standard sur les breaks) et le bloc de 218 ch (160 kW) 7,4 L, ce dernier n'était pas disponible en Californie. Tous les moteurs sauf le 454 avaient des systèmes d'échappement simples avec l'introduction du convertisseur catalytique. Les break qui utilisaient le 454 comportaient également d'un double échappement. Cette année également, les pneus radiaux et l'allumage électronique «High Energy» de GM ont été annoncés dans le cadre du «nouveau système d'efficacité de Chevrolet». Le thème de l'économie s'est poursuivi jusqu'aux nouvelles options de cette année: un nouvel ensemble de jauges "Econominder" comprenait une jauge de température et un "économiseur de carburant", le second étant une jauge alertant les conducteurs sur le moment où leurs habitudes de conduite poussaient le moteur à utiliser davantage ou moins de carburant. Autre nouveauté sur la liste des options: essuie-glaces intermittents et options de sièges 50/50 sur les modèles Impala coupé/berline et Caprice Classic cabriolet.

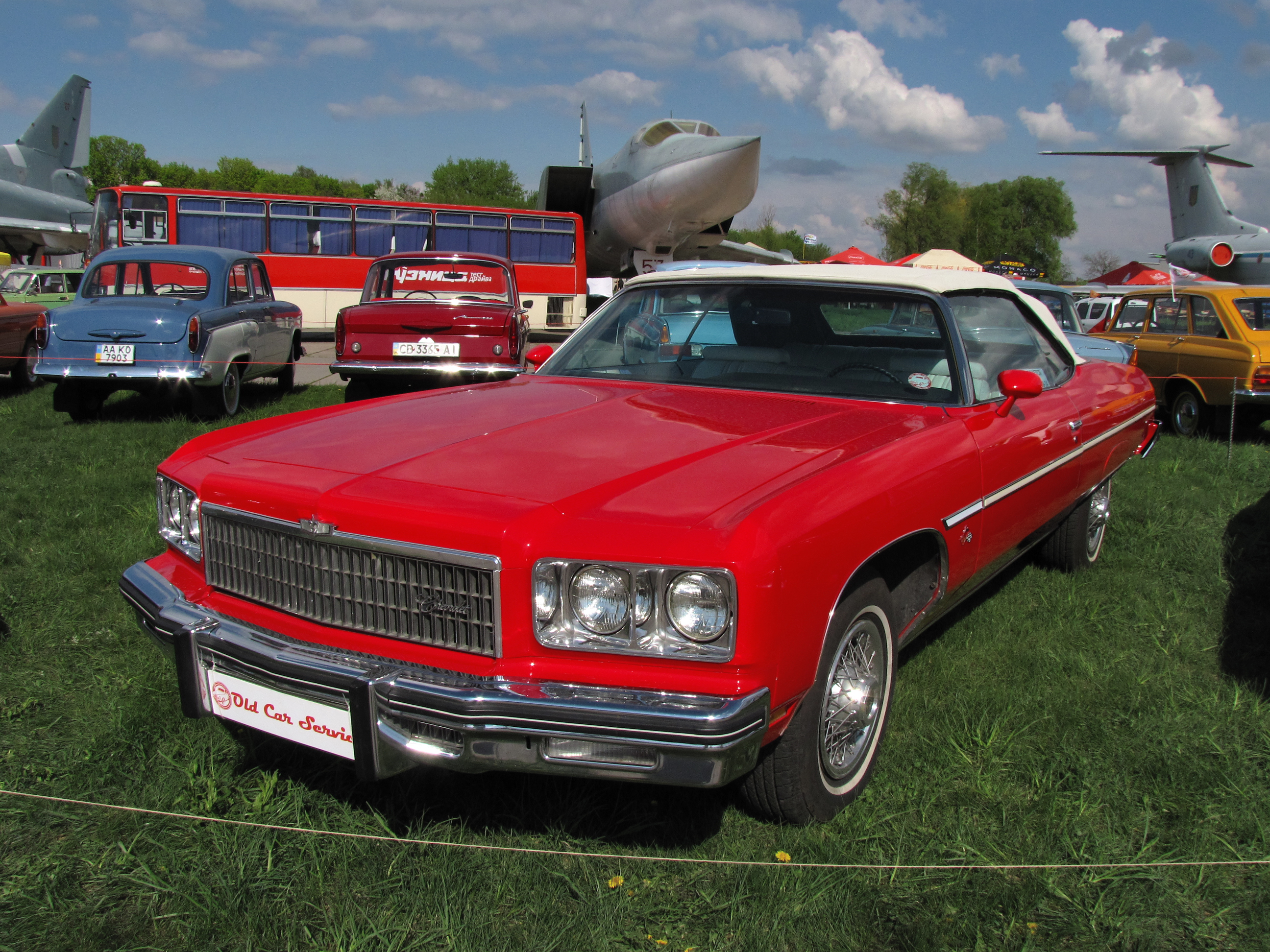
1975 Chevrolet Caprice

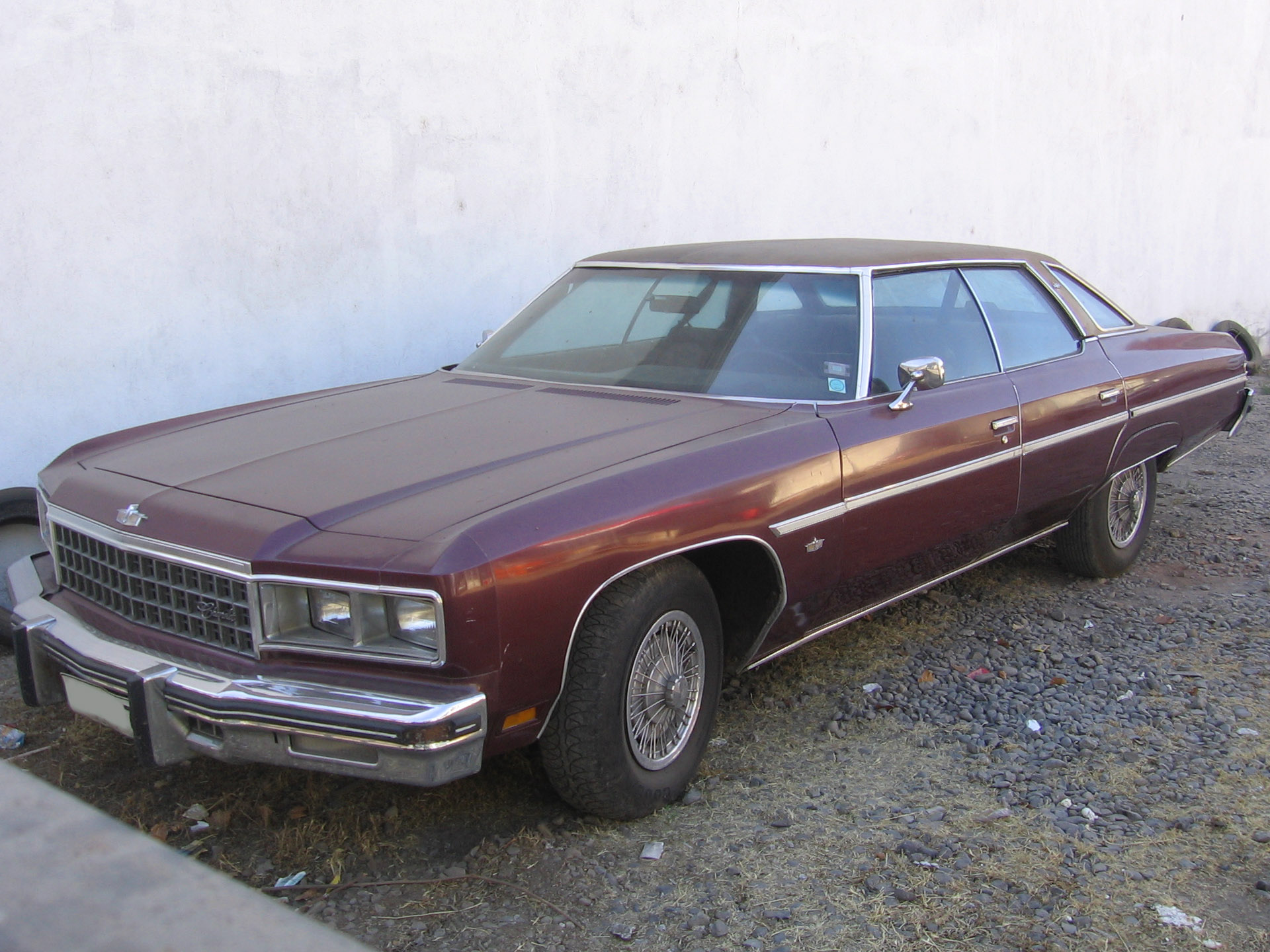
Caprice Classic 4 portes à toit rigide de 1976

Le modèle "Landau" a également été introduit en 1975 et était principalement un ensemble de finition. Transféré et inchangé en 1976, la Landau propose un choix de couleurs de peinture spéciales, des rétroviseurs extérieurs double à style sportif, des enjoliveurs de couleur assortie, un toit en vinyle Landau (avec une bande chromée sur le toit), une moulure latérale en vinyle et insert à fines rayures. À l'intérieur, il y avait des ceintures de sécurité et des tapis de sol de couleur assortie. Les emblèmes sur l'aile et le tableau de bord complètent l'ensemble. Avec des changements mineurs, la Landau serait reporté dans les modèles coupé de 1977.
La Caprice Classic de 1976 a marqué la sixième et dernière année du style de carrosserie introduite l'année modèle 1971. Les modèles de 1976 pesaient environ 1 957 kg et mesuraient 5 662 mm, augmentant considérablement par rapport aux 1 833 kg et 5 507 mm de l'année 1971. Seuls des changements mineurs ont été apportés pour 1976, y compris une calandre en forme d’œuf, similaire à ceux des Cadillac Calais/DeVille/Fleetwood de 1976, flanquée de nouveaux phares rectangulaires, ainsi que des garnitures extérieures et intérieures révisées. Les options de moteur sont restées pratiquement inchangées avec le 350 à deux corps qui est resté standard partout, sauf en Californie où le 350 à quatre corps était standard. Le seul changement était le 350 à quatre corps qui était disponible sur les berlines et les coupés à l'échelle nationale et évalué à 167 ch (123 kW). Le 454 équipé de double échappement a augmenté de 10 ch (7,5 kW), évalué à 227 ch (168 kW) et n'était toujours pas disponible en Californie. Le moteur V8 quatre corps de 182 ch (134 kW) était également disponible de série sur les breaks et en option sur tous les autres modèles. Ce fut la dernière année pour le V8 gros bloc 454 à être offert, ainsi que les styles de carrosserie à toit rigide et la conception de hayon-clapet pour le break. La Sport Sedan à toit rigide 4 portes de 1976 était le dernier modèle sans montant offert par Chevrolet; il était proposé dans les séries Caprice Classic et Impala. Toutes les voitures de tourisme Caprice suivantes étaient des berlines et des coupés à colonnes.

## Troisième génération (1977-1990)
De 1977 à 1990, la troisième génération apporte une nouveauté : un moteur 6 cylindres en ligne en entrée de gamme. D'une cylindrée de 4,1 litres, ses 112 ch (82 kW) ne suffisaient pas à propulser correctement cette lourde berline. Le moteur le plus puissant est le Small-Block 350 à carburateur 4 corps de 172 ch (127 kW). Ce moteur permettait à la Caprice 1977 de passer de 0 à 97 km/h en 10,8 secondes. En 1980, le 6 cylindres en ligne est remplacé par un nouveau V6 3,8 L de 117 ch (86 kW), pour une consommation plus faible. Un diesel était aussi proposé, basé sur un 350 d'origine Oldsmobile. Il produisait 106 ch (78 kW) et 278 N m de couple. Peu de modifications furent apportées ensuite, à l'exception d'un V6 4,3 L qui remplacera le 3,8 L en 1985. En 1989, le moteur 305 fut doté de l'injection électronique (172 ch (127 kW)).

### 1977-1979
Lancé fin septembre 1976,, la Caprice Classic de 1977 a été considérablement réduite, ce qui a réduit son poids et ses dimensions extérieures, tout en augmentant la hauteur sous plafond, l'espace aux jambes aux sièges arrière et l'espace du coffre par rapport aux modèles de 1976. GM a appelé son programme de réduction des effectifs Project 77 et a investi 600 millions de dollars pour développer la Chevrolet full-size la plus modifiée à ce jour. Les réductions de poids par rapport aux modèles de 1976 étaient de 277 kg pour les coupés, 289 kg pour les berlines et 395 kg pour les breaks. Le coupé et la berline Caprice de 1977 étaient plus courtes de plus de 250 mm tandis que le break était plus court de 356 mm. L'empattement a été réduit de 3 086 mm à 2 946 mm pour les coupés et les berlines et 3 175 mm pour les breaks. La largeur a été réduite de 102 mm pour les berlines et les coupés; la largeur du break est restée pratiquement inchangée. La hauteur a été augmentée de 64 mm et les capacités du coffre ont été augmentées à 566 dm3 pour les berlines et 561 dm3 pour les coupés.

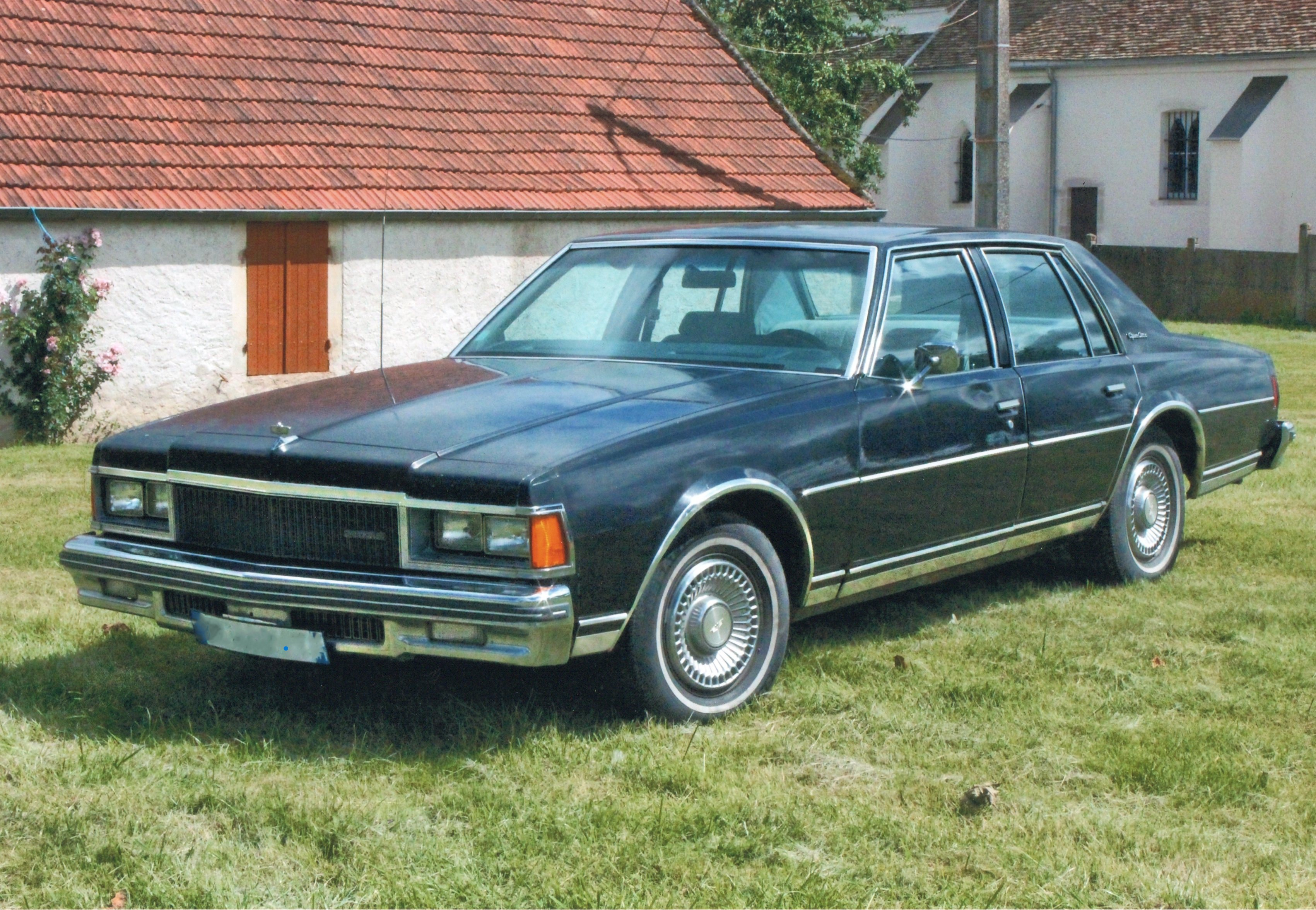
Chevrolet Caprice Classic, V8, 5L, 305 cubic inch de 1977.

Comparaison de taille entre les Caprice de 1976 et de 77,
|                                  | Caprice de 1976 | Caprice de 1977 |
| -------------------------------- | --------------- | --------------- |
| Empattement                      | 3 086 mm        | 2 946 mm        |
| Longueur totale                  | 5 662 mm        | 5 387 mm        |
| Largeur                          | 2 019 mm        | 1 918 mm        |
| Hauteur                          | 1 364 mm        | 1 405 mm        |
| Hauteur sous plafond à l'avant   | 988 mm          | 991 mm          |
| Places aux jambes à l'avant      | 1 080 mm        | 1 072 mm        |
| Places aux hanches à l'avant     | 1 506 mm        | 1 397 mm        |
| Places aux epaules à l'avant     | 1 621 mm        | 1 552 mm        |
| Hauteur sous plafond à l'arrière | 965 mm          | 970 mm          |
| Places aux jambes à l'arrière    | 986 mm          | 1 003 mm        |
| Places aux hanches à l'arrière   | 1 516 mm        | 1 415 mm        |
| Places aux épaules à l'arrière   | 1 621 mm        | 1 552 mm        |

Bien que, selon les normes modernes, les voitures Chevrolet de 1977 soient assez grandes, la nouvelle Chevrolet avait des dimensions extérieures plus proches des intermédiaires de son époque. En fait, la Caprice de 1977 partageait le même empattement de 2 946 mm que la Chevrolet Chevelle de taille intermédiaire, et 1977 a marqué la première année modèle de l'histoire qu'une voiture de taille moyenne, la Monte Carlo, était plus grande qu'une voiture full-size; cela sera répété dans les années 1980 par GM et Chrysler sur plusieurs véhicules, puis par Nissan au début des années 2000 lorsque la Nissan Altima de troisième génération était plus grande que la Nissan Maxima de cinquième génération. L'introduction d'une si petite voiture full-size était considérée comme un risque pour General Motors. Pour aider à assurer le succès de la voiture, Chevrolet a organisé des séances de prévisualisation qui ont donné des résultats très positifs. De plus, le processus de conception de cette voiture a été révolutionné.
Ford répondrait en annonçant les attributs traditionnels de la Ford LTD. En 1978, Ford a sorti une vraie voiture full-size avec l'introduction de la Ford LTD de 1979. Chrysler a répondu en 1978 lorsqu'ils ont repensés leurs voitures intermédiaires à carrosserie B et les ont désignées comme carrosseries R full-size. Cependant, il ne s'agissait pas vraiment de voitures de taille réduite comme GM et Ford. Les modèles de 1977 comprenaient une berline à quatre portes, une berline à deux portes, un break deux places avent et six places arrière et un break trois places avant et huit places arrière. Tous les modèles avaient des portes encadrées par des fenêtres. Aucun modèle à toit rigide n'était proposé.
Les modèles à deux portes comportaient une lunette arrière unique qui créé un semi-fastback. Ce verre avait des angles vifs lui donnant trois côtés. Cela a été fait par le biais du processus de pliage "à chaud". La Caprice était disponible soit en "Sport Coupe" soit en "Landau Coupe". Le Landau Coupe présente un toit partiellement couvert en vinyle.
Les modèles break ont reçu un nouveau hayon à trois voies pour 1977; le hayon à clapet avait disparu. Les modèles à trois places avant comportaient un troisième siège orienté vers l'arrière pour deux occupants, ce qui faisait de ces voitures des modèles à huit places. La capacité de chargement a été réduite à 87 pieds cubes (2500 L), et bien que le break puisse toujours transporter une feuille de contreplaqué de 1,2 m × 2,4 m, cela ne pouvait désormais être fait que lorsque le hayon était baissé. Les break utilisent la suspension à ressorts hélicoïdaux à l'arrière, comme pour les berlines et les coupés.
Le gradateur de phare a également été retiré du plancher et incorporé au levier de clignotant pour tous les modèles de 1977. Tous les modèles de 1977 ont été nommés Caprice Classic. Le moteur V8 n'était plus un équipement standard pour la première fois depuis 1965. Le moteur de base des coupés et des berlines Chevrolet Caprice de 1977 était le moteur six cylindres de longue durée de 4,1 L de Chevrolet, d'une puissance de 112 ch (82 kW). Ce moteur était disponible pour la dernière fois dans une Chevrolet full-size en 1973 dans la ligne inférieure Bel Air. De série sur les familiales et en option sur les autres modèles de la Caprice, une version de 5,0 litres (2 corps) de 147 ch (108 kW) et 2 corps de 308 ch (227 kW) du V8 à petit bloc de Chevrolet. C'était la première année modèle où le 305 avait été utilisé dans une Chevrolet full-size; il a été introduit pour la première fois en 1976 sur les lignes compactes et moyennes de Chevrolet. Un V8 de 170 ch (127 kW) de 5,7 L avec carburateur à quatre corps était désormais le moteur le plus performant, les plus gros V8 de 6,6 L et 7,4 L ayant été abandonnés. La transmission automatique à trois vitesses Turbo Hydra-Matic était de série pour tous les modèles.
Avec le nouveau poids plus léger et les moteurs plus petits, Chevrolet a promis d'augmenter l'économie de carburant sans grande perte de performances par rapport aux modèles de 1976. L'EPA estime que pour 1977, la Chevrolet était de 13,8 L/100 km en ville et de 10,7 L/100 km sur route pour les modèles à six cylindres. La Ford LTD de 1977 LTD était évaluée à 15,7 L/100 km en ville et 12,4 L/100 km sur autoroute avec son plus petit moteur, le V8 302 de 4,9 L. Selon les mêmes estimations de l'EPA, la Gran Fury de Plymouth était à 18,1 L/100 km et à 13,1 L/100 km sur route avec le V8 318. Les performances étaient bonnes en comparant la plus petite Caprice de 1977 à la Caprice de 1976. Une Chevrolet de 1976 avec moteur 350 à deux corps a parcouru le 0 à 97 km/h en 12,9 secondes, tandis qu'un modèle avec moteur 400 l'a parcouru en 10,7 secondes. Les modèles de 1977 ont fait 11,4 secondes à 97 km/h avec le moteur 305 et 10,8 secondes avec le moteur 350. Car and Driver ont testé une Chevrolet Impala de 1977 avec le moteur 350 et un essieu de 3,08:1 parcourant en un temps de 9,6 secondes le 0 à 97 km/h et obtenant une vitesse de pointe de 188 km/h. Le 350 était disponible avec un rapport d'essieu de 2,56:1 et un rapport d'essieu de 3,08, ce qui peut expliquer la différence de temps de performance.
Les modèles de 1977 sont devenus la voiture la plus vendue aux États-Unis. (En 1976, la Chevrolet full-size de la génération précédente était le troisième best-seller). Plus de 660 000 Chevrolet full-size ont été produites pour l'année modèle 1977, le modèle le plus populaire étant la berline Caprice Classic à quatre portes (212 840 produites). En 1978, plus d'un million de Chevrolet réduites avaient été produites. Les publications automobiles ont convenu avec la réception du public, Motor Trend décernant la Chevrolet Caprice voiture de l'année 1977.
Car and Driver a déclaré: "Même les critiques de voitures les plus blasés trébuchent l'un sur l'autre en essayant d'être le premier à oindre cette berline qui est la meilleure Chevrolet full-size jamais fabriquée." Car and Driver a commenté l'option de suspension F41 qui comprenait des ressorts plus rigides, des barres stabilisatrices, des roues et des pneus plus grands pour dire: "Cela vous fera penser que votre Chevrolet vient de la Forêt-Noire au lieu de Detroit."
Les modèles de 1978 ont subi des révisions de style mineures à l'avant et à l'arrière. La gamme de moteurs est restée inchangée, mais des rapports d'essieu numériquement plus bas ont été utilisés pour tenter d'économiser du carburant. Les moteurs 305 et 350 sont passés d'un essieu standard de 2,56:1 pour 1977 (2,73:1 pour les breaks) à un essieu de 2,41:1 pour 1978 (2,56:1 pour les breaks). Un essieu de 3,08 en option était également disponible pour les Caprice à motorisation 350. Le moteur V8 305 a reçu un collecteur d'admission en aluminium qui a réduit le poids du moteur de 16 kg. Un servofrein plus grand a également été ajouté pour aider à réduire l'effort de freinage. Les nouvelles options comprenaient un toit ouvrant coulissant en acier et une radio CB à 40 canaux intégrée à la radio AM/FM.
Les modèles de 1979 ont continué avec des améliorations mineures. Encore une fois, le style avant et arrière a été légèrement rafraîchi. Le 250 six cylindres en ligne a gagné cinq chevaux (4 kW), tandis que le V8 305 a perdu 15 ch (11 kW). Le passage du 305 est le résultat du passage du plus gros carburateur Rochester 2GC au plus petit carburateur Rochester Dualjet. Le moteur 350 était inchangé.

### 1980-1985
La Caprice Classic de 1980 a vu sa première révision majeure depuis la réduction des effectifs de 1977. Pour encore améliorer l'économie de carburant de la voiture, des efforts ont été faits pour réduire le poids et améliorer l'aérodynamisme. La Caprice a reçu une toute nouvelle tôle extérieure, sans changer radicalement l'apparence de la voiture. Pour améliorer l'aérodynamisme, le capot était effilé plus bas, tandis que la zone du coffre était plus haute. La calandre était maintenant un style de caisse à œufs tandis que le panneau des feux arrière comportait trois feux carrés séparés de chaque côté. Toutes les portes et composants à l'intérieur ont été repensés pour être plus légers, y compris les mécanismes de manivelle de fenêtre, qui utilisaient désormais un mécanisme de lecteur de bande. Une utilisation accrue de l'aluminium, y compris des renforts dans le pare-chocs et des radiateurs dans les berline/coupé, a contribué à réduire davantage le poids total du véhicule. Les modèles de 1980 étaient environ 45 kg plus légers que les modèles de 1979.
Le nouveau style a augmenté la capacité du coffre des coupés et des berlines à 20,9 pieds cubes (0,59 m3). Cette augmentation a également été partiellement réalisée avec un pneu de secours compact désormais standard sur une roue de 16 pouces. Un nouveau cric de levage du cadre a remplacé le modèle monté sur le pare-chocs. Un réservoir de carburant plus grand de 95 L était un équipement standard dans les berlines et les coupés. Des pneus radiaux à roulement facile, des mesures anti-corrosion améliorées, des rotules à faible friction et des bagues de suspension avant plus grandes étaient également nouveaux pour 1980. Les pneus anti-crevaison et les feux de clignotant étaient de nouvelles options.
Le six cylindres de 4,1 L a été remplacé par un nouveau V6 Chevrolet de 90 degrés de 3,8 L comme moteur de base pour les berlines et les coupés. Ce moteur partage le même alésage et la même course que le V8 305. Les voitures à émissions californiennes utilisaient le moteur V6 Buick de 3,8 L. Le Chevrolet 3,8 L développait 117 ch (86 kW) tandis que le moteur Buick V6 avait une puissance de 112 ch (82 kW). Bien que le V6 de 3,8 L ait la même puissance nominale que le six cylindres en ligne 250 utilisé en 1979, le 250 avait un couple de 34 N m de plus que le 3,8 L. Le V6 de 3,8 L a propulsé l'économie de carburant de la Chevrolet Caprice à une EPA estimée à 11,8 L/100 km en ville et 8,1 L/100 km sur autoroute, la plus haute Chevrolet full-size à ce jour.
Le moteur V8 de base était nouveau pour 1980. Le V8 de 4,4 L et de 117 ch (86 kW) était le moteur standard des break. Ce moteur avait un carburateur Rochester Dualjet et n'était pas disponible en Californie. Le carburateur à 2 corps du V8 de 5,0 L a été remplacé par un quatre corps augmentant la puissance du 305 à 157 ch (116 kW). Il s'agissait désormais de l'option de moteur la plus puissante (de série sur les break Californien), car le V8 de 5,7 L n'était plus disponible, sauf dans le cadre de l'option de finition police. Le moteur V8 diesel construit par Oldsmobile a été ajouté à la liste des options pour les familiales. Ce moteur était évalué à 106 ch (78 kW) et 278 N m. Pour encore augmenter l'économie de carburant, toutes les transmissions étaient équipées d'un embrayage de convertisseur de couple à verrouillage électronique.
Les modèles de 1981 n'ont connu que des révisions mineures. Le style est resté inchangé, à l'exception de la calandre qui est restée dans le style de la caisse d’œufs mais qui avait maintenant des sections plus grandes. Les améliorations comprenaient des freins à disque avant redessinés pour réduire la traînée et un réservoir de maître-cylindre en plastique translucide. Le régulateur de vitesse est venu équipé d'une fonction de reprise, tandis que les enjoliveurs de roues métalliques avaient des boulons de verrouillage pour les maintenir en place. C'était la dernière année pour la radio CB Delco GM à 40 canaux intégrée à l'option radio AM/FM.
La gamme de moteurs est restée inchangée, bien que le V6 229 de 3,8 L était désormais évalué à 112 ch (82 kW) et le V8 305 de 5,0 L était évalué à 152 ch (112 kW). Tous les moteurs ont été mis à jour avec le système de commande par ordinateur (CCC) qui comprenait un carburateur à compteur électronique. Ce changement s'est produit en 1980 pour les voitures à émissions californiennes et ne s'est produit pour les voitures à émissions canadiennes qu'en 1987. Au cours de l'année-modèle, le moteur V8 diesel 350 construit par Oldsmobile a été ajouté à la liste des options pour les modèles coupé et berline.
Les modèles de 1982 n'ont connu que des révisions de style mineures. La gamme de modèles a été réduite d'une unité, avec le coupé Caprice Landau abandonné. Restaient la berline, le coupé sport, le break à six places et le break à huit places. Une nouvelle transmission automatique à quatre vitesses avec surmultiplication et convertisseur de couple à verrouillage a rejoint la gamme de groupes motopropulseurs. Cette transmission a contribué à stimuler l'économie de carburant sur route, tout en améliorant les performances en ville avec un rapport d'essieu arrière de 3,08:1. La transmission à surmultiplication n'était disponible qu'avec le V8 305 et était une option obligatoire pour ce moteur.
La gamme de moteurs et les puissances sont restées inchangées. Le moteur V8 350 diesel était maintenant disponible sur tous les modèles.
1983 a été marquée par le moins de modèles à ce jour. Aucun modèle à deux portes n'a été produit, ne laissant que la berline à quatre portes et le break à huit places, puisque le break à 6 places a également quitté la gamme. Le moteur 267 de 4,4 L a été abandonné, mais tous les autres moteurs sont restés inchangés. Le moteur 305 et la transmission automatique à surmultiplication étaient de série sur les familiales. Le 350 diesel était disponible avec la transmission automatique à surmultiplication à un coût supplémentaire, tandis que le V8 305 était équipé uniquement de la transmission automatique à surmultiplication. La Chevrolet Caprice Classic de 1983 a été sélectionnée sur la liste des dix meilleures par Car and Driver.
L'année-modèle 1984 a vu le retour du coupé sport à deux portes formant une gamme de trois modèles. Le style est resté inchangé. Les modèles de 1984 étaient pratiquement identiques aux modèles de 1981. Les commandes de lave-glace du pare-brise ont été déplacées du tableau de bord vers le clignotant pour créer le multitige. Le régulateur de vitesse en option (qui continuait d'être monté sur le levier des clignotants) comportait désormais une accélération/décélération par accroissements de 1,6 km/h. Une finition Landau en option comprenait un toit en vinyle, des rétroviseurs sport et des moulures apparentes.
La disponibilité et la puissance nominale du groupe motopropulseur sont demeurées inchangées pour 1984. Le moteur 350 diesel était équipé de série d'une transmission automatique à surmultiplication lorsqu'il était équipé sur une voitures familiales.
1983 a vu l'introduction d'un clone de la Caprice au Canada, la Pontiac Parisienne. Bien que cette voiture portait des emblèmes et des garnitures Pontiac similaires à la Bonneville d'avant 1982, c'était une Caprice à tous les autres égards. Les concessionnaires Pontiac ont de nouveau acquis une voiture full-size et les acheteurs ne semblaient pas se soucier que la voiture était pratiquement la même que la Caprice contemporaine. Elle s'est vendue assez bien pour rester disponible jusqu'en 1986 pour la berline et 1989 pour le break Safari.

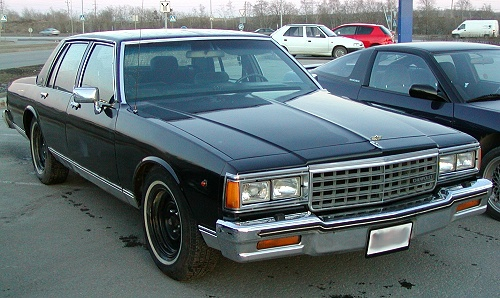
Modèle Caprice Classic de 1985.

Les modèles de 1985 ont reçu des mises à jour mineures tandis que le style est resté inchangé. L'intérieur a été mis à jour pour 1985, marquant sa mise à jour la plus importante depuis 1977. L'appliqué similibois simulé utilisé sur le tableau de bord a été remplacé par un appliqué argent métallique simulé. La radio de style arbre a été remplacée par une radio de style DIN et demi plus moderne, tandis que l'interrupteur de phare coulissant a été remplacé par un interrupteur de style bouton poussoir. Les commandes de climatisation ont été mises à jour avec des commutateurs rotatifs pour le ventilateur et le dégivreur de lunette arrière remplaçant les commutateurs à bascule. Les instruments ont été mis à jour pour avoir une apparence plus moderne, avec un compteur de vitesse horizontal tandis qu'un compteur de vitesse rond a été inclus avec l'ensemble de jauge en option.
La gamme de moteurs a connu des changements majeurs pour 1985. Le moteur V6 de 4,3 L (RPO LB4) a remplacé les deux V6 de 3,8 L en 1985 en tant que moteur de base pour les berlines et les coupés. Le moteur de 4,3 L était évalué à 132 ch (97 kW) et 285 N m, produisant 20 ch (15 kW) de plus que le V6 229. Le V6 de 4,3 L a partagé son alésage et sa course avec le moteur V8 350 Chevrolet. Ce moteur était livré en standard en automatique à trois vitesses, mais était disponible avec la transmission automatique à quatre vitesses à surmultiplication. Le moteur V8 305 de 5,0 L a reçu un contrôle électronique de l'allumage et la compression a été augmentée de 8,6:1 à 9,5:1. Cela a fait bondir la puissance du 305 à 167 ch (123 kW). Le moteur 350 diesel est demeuré inchangé, car il a été abandonné en janvier.

### 1986-1990
1986 marque le premier grand restylage extérieur depuis 1980. De 1986 à 1990, la Caprice a été la seule berline à rouler sur la plateforme B; toutes les autres berlines avaient été abandonnées ou transférées sur la plus petite plate-forme H à traction avant. Le carénage avant a été redessiné pour avoir un look plus aérodynamique: l'emblème Caprice n'était plus un ornement de capot debout, mais un emblème situé sur la zone verticale directement au-dessus de la calandre au centre de la face avant. Une calandre plus petite avec des barres de séparation verticales chromées proéminentes a remplacé la plus grande calandre à œufs. L'extrémité avant redessinée avait encore deux phares rectangulaires scellés côte à côte, comme cela avait été utilisé sur le Caprice depuis 1976; les feux arrière ont été redessinés, mais ont continué à avoir trois chambres, un autre élément de style Caprice de longue date. De nouveaux rétroviseurs aérodynamiques ont été utilisés. La tôle de la voiture est restée inchangée par ailleurs.
L'ancienne Chevrolet Impala a été rebaptisée "Caprice" (sans "Classic" ajouté), unifiant toutes les Chevrolet full-size sous un seul nom de modèle pour la première fois depuis le début des années 1930. Une berline Caprice Classic, un coupé et un break à huit places étaient toujours disponibles, tandis qu'une nouvelle berline quatre portes Brougham a rejoint la gamme de modèles. Les modèles Brougham comportaient un siège avant 55/45 avec accoudoir et un nouveau «design d'oreiller» avec des tissus en velours. Les Brougham ont présentées une application en similibois sur leur tableau de bord, un plafonnier à dôme, des lampes de courtoisie sur la porte d'entrée et une moquette. Les commandes de lève-vitres électriques pour tous les modèles sont passées du panneau de porte à l'accoudoir pour une meilleure ergonomie.
Le moteur V6 de 4,3 L a reçu un coup de pouce de 10 ch (7,5 kW), évalué à 142 ch (104 kW). Le moteur 305 est resté inchangé et est resté de série sur les familiales. Les familiales construites environ après le 1er novembre 1985 étaient équipées du moteur 307 construit par Oldsmobile et le 305 n'était plus disponible dans les break. Ce moteur a été utilisé dans tous les break GM B-body à partir de ce moment pour simplifier la production. Le 307 était équipé d'un carburateur à quatre corps et était évalué à 142 ch (104 kW) et 346 N m. Le moteur 350 diesel a été abandonné.

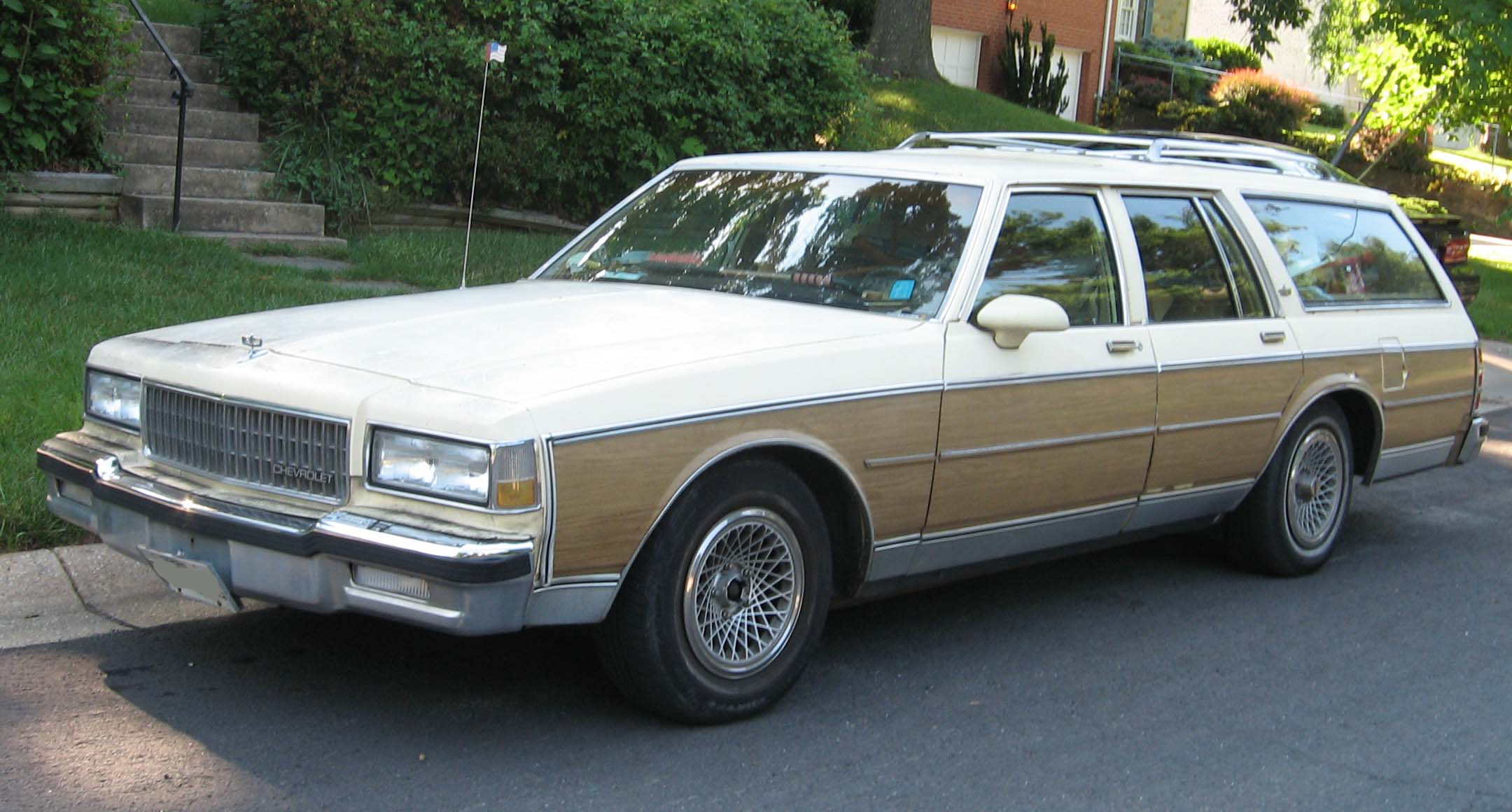
Caprice break Estate de 1987-1990

Les modèles de 1987 ont fait l'objet de révisions de style mineures: les phares aérodynamiques composites ont remplacé les anciens faisceaux scellés et un ornement de capot debout est revenu. Une finition de tableau de bord en similibois, utilisée pour la dernière fois sur les modèles 1984, est revenue. La gamme de modèles a été légèrement révisée et comprenait désormais une familiale Caprice à huit places et une berline à quatre portes Caprice Classic Brougham LS. La Brougham LS présentait toutes les commodités de la Brougham, plus un toit en vinyle rembourré, des lumières d'opéra et des monogrammes LS. Le rembourrage en cuir était une nouvelle option disponible pour les berlines Brougham et Brougham LS, qui avaient également une nouvelle conception de siège de style oreiller et un accoudoir central rabattable sur le siège arrière. Les couleurs extérieures de la Brougham LS étaient désormais limitées à des couleurs conservatrices par rapport au modèle de 1986: White, Black, Burgundy, Dark Blue et Dark Gray. Les noms des niveaux de finition s'empilaient: Caprice, Caprice Classic, Caprice Classic Brougham, Caprice Classic Brougham LS dans l'ordre croissant de prix et de délicatesse.
Les offres de moteurs n'ont reçus que des changements mineurs. Le V6 de 4,3 L et le V8 305 ont été mis à jour avec des poussoirs à rouleaux et des couvercles de soupape à boulon central. Le 305 avait une augmentation de puissance de 5 ch (3,7 kW) et était maintenant évalué à 172 ch (127 kW) et 339 N m. Le V8 307 construit par Oldsmobile est resté inchangé et était le seul moteur disponible pour les familiales. Certaines berlines Chevrolet Caprice vendues au Canada ont utilisé le V8 307 de construction Oldsmobile à la place du moteur 305 de Chevrolet au cours de l'année-modèle 1987.
La gamme de modèles 1988 a été révisée, avec le coupé sport abandonné en raison de faibles ventes. Il n'y avait plus qu'un seul modèle de break, une configuration à huit passagers. Les moteurs sont restés inchangés et la transmission à surmultiplication automatique à quatre vitesses était un équipement de série. Les autres équipements standard pour tous les modèles comprenait du verre teinté, un rétroviseur côté conducteur télécommandé, allumage/extinction automatique des phares et une chaîne stéréo AM/FM. Une version policière du break Caprice a été fabriquée; il portait le code 1A2 et était conçu pour une utilisation spéciale.
1989 marque la première année d'un moteur V8 à injection de carburant. Le V8 305 a été mis à jour avec le RPO LO3, introduit pour la première fois en 1987 sur les camionnettes et pick-ups Chevrolet/GMC. Ce moteur était évalué à 172 ch (127 kW) et 346 N m, ce qui n'était qu'une légère augmentation de couple par rapport au moteur à carburateur. Cependant, en raison de l'injection de carburant, les démarrages par temps froid, la conduite, l'économie de carburant et les émissions ont tous été améliorés. Le V6 de 4,3 L n'était plus le moteur de base et n'était désormais disponible que dans les Caprice avec finition taxi et police. Le moteur 307 est resté inchangé pour les familiales. Les passagers arrière ont reçu des ceintures d'épaule et la climatisation était de série sur tous les modèles.
1990 a été essentiellement une année de report et a marqué la dernière année pour ce style de carrosserie. Les nouveautés pour 1990 étaient les ceintures de sécurité avant montées sur les portes, les conduites de carburant à connexion rapide pour le moteur 305, les couleurs intérieures révisées, les choix de couleurs de peinture métallique et les tissus intérieurs protégés par Scotchgard. La gamme de modèles et les offres de moteurs sont restées inchangées. La Caprice de 1990 n'a été produite que jusqu'à la fin de 1989[réf. nécessaire], lorsque la production a été arrêtée pour se préparer aux modèles 1991 redessinés.

### Modèle de police 9C1
Une finition de police, commandable sous le code d'option de production régulière de GM 9C1, a été introduite pour le nouveau modèle de base de la Caprice qui a remplacé l'Impala pour 1986. Lors des tests de la police de l'État du Michigan en 1986, la Chevrolet Caprice était en concurrence avec la Ford LTD Crown Victoria, la Dodge Diplomat et la Plymouth Gran Fury. La Caprice a enregistré les temps de quart de mile les plus rapides des trois et la meilleure économie de carburant. La Dodge et la Plymouth ont dépassé la Caprice dans les temps de 0 à 161 km/h, mais se sont classées dernières dans les temps de parcours sur route. Cependant, il n'y avait qu'une différence de 1/3 de seconde entre les véhicules les plus rapides et les plus lents sur la route. Les quatre voitures étaient très proches en compétition pour 1986, et il y avait peu de différence de performance.
Pour 1987, la Caprice 9C1 a peu changé. Le moteur 350 a reçu une augmentation de la compression, des poussoirs à rouleaux et de nouveaux couvre-soupapes à boulon central. La puissance de 182 ch (134 kW) de ce moteur a contribué à améliorer les performances de la Caprice au-dessus de ses concurrentes. Le moteur V6 LB4 de 4,3 L est resté disponible, mais a été commercialisé auprès des services de police urbains ayant moins besoin de performances,. Dans les tests de la police de l'État du Michigan, la Chevrolet Caprice a battu ses concurrentes de Ford, Dodge et Plymouth dans presque toutes les catégories. La Caprice avait les temps de quart de mile (402 m) les plus rapides ainsi que les temps de 0 à 160 km:h, la vitesse de pointe la plus élevée, le temps de parcours sur route le plus rapide et la meilleure économie de carburant, bien que les Plymouth et Dodge aient des distances de freinage plus courtes. La Chevrolet Caprice de 1987 a remporté le contrat pour la police de l'État du Michigan et le conserverait jusqu'en 1996, date à laquelle la Caprice a été abandonné.
Pour 1988, la Caprice 9C1 est à nouveau inchangée. Les tests de la police de l'État du Michigan se sont révélés plus compétitifs, la Ford LTD Crown Victoria montrant une forte amélioration des performances. Les modèles Plymouth et Dodge sont restés inchangés et n'étaient pas en concurrence avec les Chevrolet et Ford. Les tests de 1988 ont montré la Caprice avec le quart de mile le plus rapide ainsi que les temps de 0 à 160 km/h, la meilleure économie de carburant, le temps de parcours sur route le plus rapide (bien qu'elle soit à égalité avec la Ford) et la meilleure ergonomie. La Ford a devancé la Chevrolet avec une vitesse de pointe plus rapide de 1,6 km/h et de meilleurs freins, mais la Chevrolet a obtenu la deuxième place pour ces deux catégories. Dans l'ensemble, la Chevrolet a obtenu le meilleur score de la compétition, suivie des Ford, Dodge et Plymouth.
Pour 1989, la Caprice 9C1 a subi des modifications majeures de la transmission. Tous les moteurs étaient désormais partagée avec la gamme de pick-ups/fourgonnettes et basée sur le système d'injection TBI LB4 4,3 L utilisé pour la première fois sur les voitures de tourisme de l'année modèle 1985 et le 305 de 5,00 l (RPO LO3) a maintenant été ajouté à la liste des options. Les moteurs disponibles étaient maintenant les V6 de 4,3 l, les V8 de 5,00 l et 5,7 l (qui n'étaient disponibles que sur les modèles de police). Les moteurs V6 et 350 étaient équipés de transmissions TH700-R4 tandis que le moteur 305 utilisait la transmission TH200-4R. Le V6 et le 305 utilisaient un rapport d'essieu de 3,08:1, tandis que les voitures à moteur 350 utilisaient maintenant un rapport d'essieu de 3,42:1. Le 4,3 L est resté à 142 ch (104 kW), tandis que le moteur TBI 305 était évalué à 172 ch (127 kW), et le moteur TBI 350 était évalué à 193 ch (142 kW). Contrairement au LO5 utilisé avec la gamme de camions légers et de fourgonnettes GMT400, y compris la série R/V, le LO5 de la police utilisé l'arbre à cames à rouleaux provenant de ses carrosseries F et de la Corvette équipés du TPI ainsi que des injecteurs de carburant à haut débit. La Caprice à moteur 350 a de nouveau réussi aux tests de la police de l'État du Michigan pour les voitures de catégorie poursuite. Elle avait le 0-160 km/h le plus rapide, le temps de parcours sur route le plus rapide, la vitesse de pointe la plus élevée et la meilleure économie de carburant. La Dodge Diplomat et la Ford LTD Crown Victoria ont surclassé la Caprice, et la Plymouth Fury et leaDodge Diplomat avaient une meilleure ergonomie que la Caprice.
1990 a été une autre année de report pour la Caprice 9C1 avec le seul changement majeur étant les ceintures de sécurité montées sur les portes. Aux tests de la police de l'État du Michigan, la seule compétition était celle de la Ford LTD Crown Victoria, la production des Dodge Diplomat et Plymouth Gran Fury ayant pris fin en 1989. La Caprice a remporté les six catégories pour 1990, avec le 0 à 100 fois le plus rapide, le temps de parcours sur route le plus rapide, les meilleurs freins, la vitesse maximale la plus élevée, la meilleure économie de carburant et la meilleure ergonomie intérieure. C'était la première fois qu'une voiture remportait les six catégories aux tests de la police de l'État du Michigan.

### Changements annuels
|                                                   |                                                   | 1977                                                                                 | 1978 | 1979                                                                                 | 1980                                                                                               | 1981                                                                                               | 1982                                                                                               | 1983                                                                                               | 1984                                                                                               | 1985                                                                                               | 1986 | 1987 | 1988 | 1989 | 1990 |
| ------------------------------------------------- | ------------------------------------------------- | ------------------------------------------------------------------------------------ | --- | ------------------------------------------------------------------------------------ | -------------------------------------------------------------------------------------------------- | -------------------------------------------------------------------------------------------------- | -------------------------------------------------------------------------------------------------- | -------------------------------------------------------------------------------------------------- | -------------------------------------------------------------------------------------------------- | -------------------------------------------------------------------------------------------------- | --- | --- | --- | --- | --- |
| Style de carrosserie                              | Style de carrosserie                              | Une version plus petite du design d'avant 1977                                       | Une version plus petite du design d'avant 1977                                                                          | Une version plus petite du design d'avant 1977                                       | Nouvelle tôle, capot inférieur, coffre supérieur                                                   | Nouvelle tôle, capot inférieur, coffre supérieur                                                   | Nouvelle tôle, capot inférieur, coffre supérieur                                                   | Nouvelle tôle, capot inférieur, coffre supérieur                                                   | Nouvelle tôle, capot inférieur, coffre supérieur                                                   | Nouvelle tôle, capot inférieur, coffre supérieur                                                   | Changements mineurs pour adapter les nouveaux lampes et calandre                                                  | Changements mineurs pour adapter les nouveaux lampes et calandre                                                  | Changements mineurs pour adapter les nouveaux lampes et calandre                                                  | Changements mineurs pour adapter les nouveaux lampes et calandre                                                  | Changements mineurs pour adapter les nouveaux lampes et calandre                                                  |
| Calandre                                          | Calandre                                          | Style "échiquier" 30X7                                                               | Style "échiquier" 14X5                                                                                                  | Dix 2X9 de style "échiquiers"                                                        | Style "échiquier" 20X4                                                                             | Style "échiquier" 12X4                                                                             | Style "échiquier" 12X4                                                                             | Style "échiquier" 12X4                                                                             | Style "échiquier" 12X4                                                                             | Style "échiquier" 12X4                                                                             | Style "échiquier" 20X3, séparer au milieu, la calandre et le phare sont peints                                    | Style "échiquier" 20X3, séparer au milieu, la calandre et le phare sont peints                                    | Style "échiquier" 20X3, séparer au milieu, la calandre et le phare sont peints                                    | Style "échiquier" 20X3, séparer au milieu, la calandre et le phare sont peints                                    | Style "échiquier" 20X3, séparer au milieu, la calandre et le phare sont peints                                    |
| Pare-chocs avant                                  | Pare-chocs avant                                  | "Bouches" sur le pare-chocs avant, style des "dents" est le même que sur la calandre | "Bouches" sur le pare-chocs avant, style des "dents" est le même que sur la calandre                                    | "Bouches" sur le pare-chocs avant, style des "dents" est le même que sur la calandre | Pas de "bouches et dents" sur le pare-chocs avant, plus grand clignotant, partie centrale enfoncée | Pas de "bouches et dents" sur le pare-chocs avant, plus grand clignotant, partie centrale enfoncée | Pas de "bouches et dents" sur le pare-chocs avant, plus grand clignotant, partie centrale enfoncée | Pas de "bouches et dents" sur le pare-chocs avant, plus grand clignotant, partie centrale enfoncée | Pas de "bouches et dents" sur le pare-chocs avant, plus grand clignotant, partie centrale enfoncée | Pas de "bouches et dents" sur le pare-chocs avant, plus grand clignotant, partie centrale enfoncée | Pas de "bouches et dents" sur le pare-chocs avant, plus grand clignotant, partie centrale enfoncée                | Pas de "bouches et dents" sur le pare-chocs avant, plus grand clignotant, partie centrale enfoncée                | Pas de "bouches et dents" sur le pare-chocs avant, plus grand clignotant, partie centrale enfoncée                | Pas de "bouches et dents" sur le pare-chocs avant, plus grand clignotant, partie centrale enfoncée                | Pas de "bouches et dents" sur le pare-chocs avant, plus grand clignotant, partie centrale enfoncée                |
| Groupe de feux arrière sur la berline et le coupé | Feu arrière                                       | Feux arrière trapézoïdaux Pas de lignes de partage                                   | Feux arrière trapézoïdaux Lignes de séparation verticales chromées Ligne de séparation horizontale de style "Scratches" | Feux arrière trapézoïdaux plus longs Lignes de séparation verticales chromées        | Trois rectangles séparés avec des bordures chromées                                                | Trois rectangles séparés avec des bordures chromées                                                | Trois rectangles séparés avec des bordures chromées                                                | Trois rectangles séparés avec des bordures chromées                                                | Trois rectangles séparés avec des bordures chromées                                                | Trois rectangles séparés avec des bordures chromées                                                | Un groupe divisé en "3X2" par des lignes noires                                                                   | Un groupe divisé en "3X2" par des lignes noires                                                                   | Un groupe divisé en "3X2" par des lignes noires                                                                   | Un groupe divisé en "3X2" par des lignes noires                                                                   | Un groupe divisé en "3X2" par des lignes noires                                                                   |
| Groupe de feux arrière sur la berline et le coupé | Lampe de marche arrière                           | Entre les feux arrière et la plaque d'immatriculation                                | Entre les feux arrière et la plaque d'immatriculation                                                                   | Sous la partie centrale des feux arrière                                             | Entre les feux arrière et la plaque d'immatriculation                                              | Entre les feux arrière et la plaque d'immatriculation                                              | Entre les feux arrière et la plaque d'immatriculation                                              | Entre les feux arrière et la plaque d'immatriculation                                              | Entre les feux arrière et la plaque d'immatriculation                                              | Entre les feux arrière et la plaque d'immatriculation                                              | Entre les feux arrière et la plaque d'immatriculation                                                             | Entre les feux arrière et la plaque d'immatriculation                                                             | Entre les feux arrière et la plaque d'immatriculation                                                             | Entre les feux arrière et la plaque d'immatriculation                                                             | Entre les feux arrière et la plaque d'immatriculation                                                             |
| Serrure de coffre                                 | Serrure de coffre                                 | Un trou de serrure nu                                                                | Trou de serrure recouvert du logo Caprice                                                                               | Un trou de serrure nu                                                                | Trou de serrure recouvert du logo Caprice                                                          | Trou de serrure recouvert du logo Caprice                                                          | Trou de serrure recouvert du logo Caprice                                                          | Trou de serrure recouvert du logo Caprice                                                          | Trou de serrure recouvert du logo Caprice                                                          | Trou de serrure recouvert du logo Caprice                                                          | Le modèle Caprice Classic a un logo pour couvrir le trou de la serrure; tous les autres ont un trou de serrure nu | Le modèle Caprice Classic a un logo pour couvrir le trou de la serrure; tous les autres ont un trou de serrure nu | Le modèle Caprice Classic a un logo pour couvrir le trou de la serrure; tous les autres ont un trou de serrure nu | Le modèle Caprice Classic a un logo pour couvrir le trou de la serrure; tous les autres ont un trou de serrure nu | Le modèle Caprice Classic a un logo pour couvrir le trou de la serrure; tous les autres ont un trou de serrure nu |
| Groupe de projecteurs                             | Groupe de projecteurs                             | Feu de position/réflecteur avant jaune ambre, phares divisés en deux rectangles      | Feu de position/réflecteur avant jaune ambre, phares divisés en deux rectangles                                         | Feu de position/réflecteur avant jaune ambre, phares divisés en deux rectangles      | Feu de position/réflecteur avant jaune ambre, phares divisés en deux rectangles                    | Feu de position/réflecteur avant jaune ambre, phares divisés en deux rectangles                    | Feu de position/réflecteur avant jaune ambre, phares divisés en deux rectangles                    | Feu de position/réflecteur avant jaune ambre, phares divisés en deux rectangles                    | Feu de position/réflecteur avant jaune ambre, phares divisés en deux rectangles                    | Feu de position/réflecteur avant jaune ambre, phares divisés en deux rectangles                    | Feu de position/réflecteur avant jaune ambre, phares divisés en deux rectangles                                   | Seule la moitié du feu de position latéral est orange; les phares sont un grand rectangle                         | Seule la moitié du feu de position latéral est orange; les phares sont un grand rectangle                         | Seule la moitié du feu de position latéral est orange; les phares sont un grand rectangle                         | Seule la moitié du feu de position latéral est orange; les phares sont un grand rectangle                         |
| Logo avant de la Caprice                          | Logo avant de la Caprice                          | Ornement de capot debout                                                             | Ornement de capot debout                                                                                                | Ornement de capot debout                                                             | Ornement de capot debout                                                                           | Ornement de capot debout                                                                           | Ornement de capot debout                                                                           | Ornement de capot debout                                                                           | Ornement de capot debout                                                                           | Ornement de capot debout                                                                           | Collez sur la face avant au-dessus de la calandre                                                                 | Ornement debout                                                                                                   | Ornement debout                                                                                                   | Ornement debout                                                                                                   | Ornement debout                                                                                                   |
| Emblème du coffre                                 | Emblème du coffre                                 | Petit "CHEVROLET" à droite                                                           | Petit "CHEVROLET" à droite                                                                                              | Petit "CHEVROLET" à droite                                                           | Petit "CHEVROLET" à droite                                                                         | Petit "CHEVROLET" à droite                                                                         | Grand "CHEVROLET" à droite, police de script de l'emblème Caprice Classic à gauche                 | Grand "CHEVROLET" à droite, police de script de l'emblème Caprice Classic à gauche                 | Grand "CHEVROLET" à droite, police de script de l'emblème Caprice Classic à gauche                 | Grand "CHEVROLET" à droite, police de script de l'emblème Caprice Classic à gauche                 | Grand "CHEVROLET" à gauche emblème CAPRICE et Caprice Classic en "police imprimée" à droite                       | Grand "CHEVROLET" à gauche emblème CAPRICE et Caprice Classic en "police imprimée" à droite                       | Grand "CHEVROLET" à gauche emblème CAPRICE et Caprice Classic en "police imprimée" à droite                       | Grand "CHEVROLET" à gauche emblème CAPRICE et Caprice Classic en "police imprimée" à droite                       | Grand "CHEVROLET" à gauche emblème CAPRICE et Caprice Classic en "police imprimée" à droite                       |
| Emblème latéral                                   | Emblème latéral                                   | Emblème du mot "Caprice Classic" sur montant C                                       | Emblème du mot "Caprice Classic" sur montant C                                                                          | Emblème du mot "Caprice Classic" sur montant C                                       | Emblème du mot "Caprice Classic" sur le garde-boue, sans logo de montant C                         | Emblème du mot "Caprice Classic" sur le garde-boue, sans logo de montant C                         | Emblème du mot "Caprice Classic" sur le garde-boue, sans logo de montant C                         | Emblème du mot "Caprice Classic" sur le garde-boue, sans logo de montant C                         | Emblème du mot "Caprice Classic" sur le garde-boue, sans logo de montant C                         | Emblème du mot "Caprice Classic" sur le garde-boue, sans logo de montant C                         | Pas d'emblème de mot "Caprice Classic", montant C avec logo Caprice                                               | Pas d'emblème de mot "Caprice Classic", montant C avec logo Caprice                                               | Pas d'emblème de mot "Caprice Classic", montant C avec logo Caprice                                               | Pas d'emblème de mot "Caprice Classic", montant C avec logo Caprice                                               | Pas d'emblème de mot "Caprice Classic", montant C avec logo Caprice                                               |
| Garniture de panneau de radio et de climatisation | Garniture de panneau de radio et de climatisation | Grain de bois                                                                        | Grain de bois | Grain de bois                                                                        | Grain de bois                                                                                      | Grain de bois                                                                                      | Grain de bois                                                                                      | Grain de bois                                                                                      | Grain de bois                                                                                      | Métal argenté (Sauf la Brougham de 1986 qui a du grain de bois)                                    | Métal argenté (Sauf la Brougham de 1986 qui a du grain de bois)                                                   | Grain de bois à nouveau                                                                                           | Grain de bois à nouveau                                                                                           | Grain de bois à nouveau                                                                                           | Grain de bois à nouveau                                                                                           |
| Volant                                            | Volant                                            | Report d’avant 1977                                                                  | Forme "Λ" | Forme "Λ"                                                                            | Forme "Λ"                                                                                          | Forme "Λ"                                                                                          | Forme "Λ"                                                                                          | Forme "Λ"                                                                                          | Forme "Λ"                                                                                          | Forme "Λ"                                                                                          | Forme "Λ" | Forme "Λ" | Forme "Λ" | Forme "Λ" | Forme "Λ" |
| Volant                                            | Volant                                            | Report d’avant 1977                                                                  | Fond noir avec logo Caprice                                                                                             | Fond noir avec logo Caprice                                                          | Fond noir avec logo Caprice                                                                        | Fond en grain de bois avec logo Caprice                                                            | Fond en grain de bois avec logo Caprice                                                            | Fond en grain de bois avec logo Caprice                                                            | Fond en grain de bois avec logo Caprice                                                            | Fond argenté avec le mot "CHEVROLET"                                                               | Fond argenté avec logo Chevrolet                                                                                  | Fond en grain de bois avec logo Chevrolet                                                                         | Fond en grain de bois avec logo Chevrolet                                                                         | Fond en grain de bois avec logo Chevrolet                                                                         | Fond en grain de bois avec logo Chevrolet                                                                         |
| Style d'instrumentation                           | Style d'instrumentation                           | Style "certifié" avec couleur blanc et bleu                                          | Style "certifié" avec couleur blanc et bleu                                                                             | Style "certifié" avec couleur blanc et bleu                                          | Couleur "bois"                                                                                     | Couleur "bois"                                                                                     | Couleur "bois"                                                                                     | Couleur "bois"                                                                                     | Couleur "bois"                                                                                     | Look moderne avec couleur bleue                                                                    | Look moderne avec couleur bleue                                                                                   | Look moderne avec couleur bleue                                                                                   | Look moderne avec couleur bleue                                                                                   | Look moderne avec couleur bleue                                                                                   | Look moderne avec couleur bleue                                                                                   |
| Commutateur de lampe frontale                     | Commutateur de lampe frontale                     | Bouton coulissant                                                                    | Bouton coulissant | Bouton coulissant                                                                    | Bouton coulissant                                                                                  | Bouton coulissant                                                                                  | Bouton coulissant                                                                                  | Bouton coulissant                                                                                  | Bouton coulissant                                                                                  | Bouton poussoir                                                                                    | Bouton poussoir                                                                                                   | Bouton poussoir                                                                                                   | Bouton poussoir                                                                                                   | Bouton poussoir                                                                                                   | Bouton poussoir                                                                                                   |
| Commande d'essuie-glace                           | Commande d'essuie-glace                           | Sur le tableau de bord                                                               | Sur le tableau de bord                                                                                                  | Sur le tableau de bord                                                               | Sur le tableau de bord                                                                             | Sur le tableau de bord                                                                             | Sur le tableau de bord                                                                             | Sur le tableau de bord                                                                             | Sur la tige multifonction de la colonne de direction                                               | Sur la tige multifonction de la colonne de direction                                               | Sur la tige multifonction de la colonne de direction                                                              | Sur la tige multifonction de la colonne de direction                                                              | Sur la tige multifonction de la colonne de direction                                                              | Sur la tige multifonction de la colonne de direction                                                              | Sur la tige multifonction de la colonne de direction                                                              |
| Commande de lève-vitre électrique                 | Commande de lève-vitre électrique                 | Sur panneau de porte                                                                 | Sur panneau de porte | Sur panneau de porte                                                                 | Sur panneau de porte                                                                               | Sur panneau de porte                                                                               | Sur panneau de porte                                                                               | Sur panneau de porte                                                                               | Sur panneau de porte                                                                               | Sur panneau de porte                                                                               | Accoudoir de panneau de porte plus long avec commandes de fenêtre                                                 | Accoudoir de panneau de porte plus long avec commandes de fenêtre                                                 | Accoudoir de panneau de porte plus long avec commandes de fenêtre                                                 | Accoudoir de panneau de porte plus long avec commandes de fenêtre                                                 | Accoudoir de panneau de porte plus long avec commandes de fenêtre                                                 |
| Coupé 2 portes                                    | Landau                                            | Oui, et toutes avec lunette arrière à 3 côtés                                        | Oui, et toutes avec lunette arrière à 3 côtés                                                                           | Oui, et toutes avec lunette arrière à 3 côtés                                        | Oui                                                                                                | Oui                                                                                                | Non                                                                                                | Non                                                                                                | Oui                                                                                                | Oui                                                                                                | Oui | Oui | Non | Non | Non |
| Coupé 2 portes                                    | Standard                                          | Oui, et toutes avec lunette arrière à 3 côtés                                        | Oui, et toutes avec lunette arrière à 3 côtés                                                                           | Oui, et toutes avec lunette arrière à 3 côtés                                        | Oui                                                                                                | Oui                                                                                                | Oui                                                                                                | Non                                                                                                | Oui                                                                                                | Oui                                                                                                | Oui | Oui | Non | Non | Non |
| Ceinture de sécurité                              | Arrière                                           | Pas de ceintures d'épaule                                                            | Pas de ceintures d'épaule                                                                                               | Pas de ceintures d'épaule                                                            | Pas de ceintures d'épaule                                                                          | Pas de ceintures d'épaule                                                                          | Pas de ceintures d'épaule                                                                          | Pas de ceintures d'épaule                                                                          | Pas de ceintures d'épaule                                                                          | Pas de ceintures d'épaule                                                                          | Pas de ceintures d'épaule                                                                                         | Pas de ceintures d'épaule                                                                                         | Pas de ceintures d'épaule                                                                                         | Ceintures d'épaule                                                                                                | Ceintures d'épaule                                                                                                |
| Ceinture de sécurité                              | Avant                                             | Pas monté sur la porte                                                               | Pas monté sur la porte                                                                                                  | Pas monté sur la porte                                                               | Pas monté sur la porte                                                                             | Pas monté sur la porte                                                                             | Pas monté sur la porte                                                                             | Pas monté sur la porte                                                                             | Pas monté sur la porte                                                                             | Pas monté sur la porte                                                                             | Pas monté sur la porte                                                                                            | Pas monté sur la porte                                                                                            | Pas monté sur la porte                                                                                            | Pas monté sur la porte                                                                                            | Monté sur la porte                                                                                                |

## Quatrième génération (1991-1996)

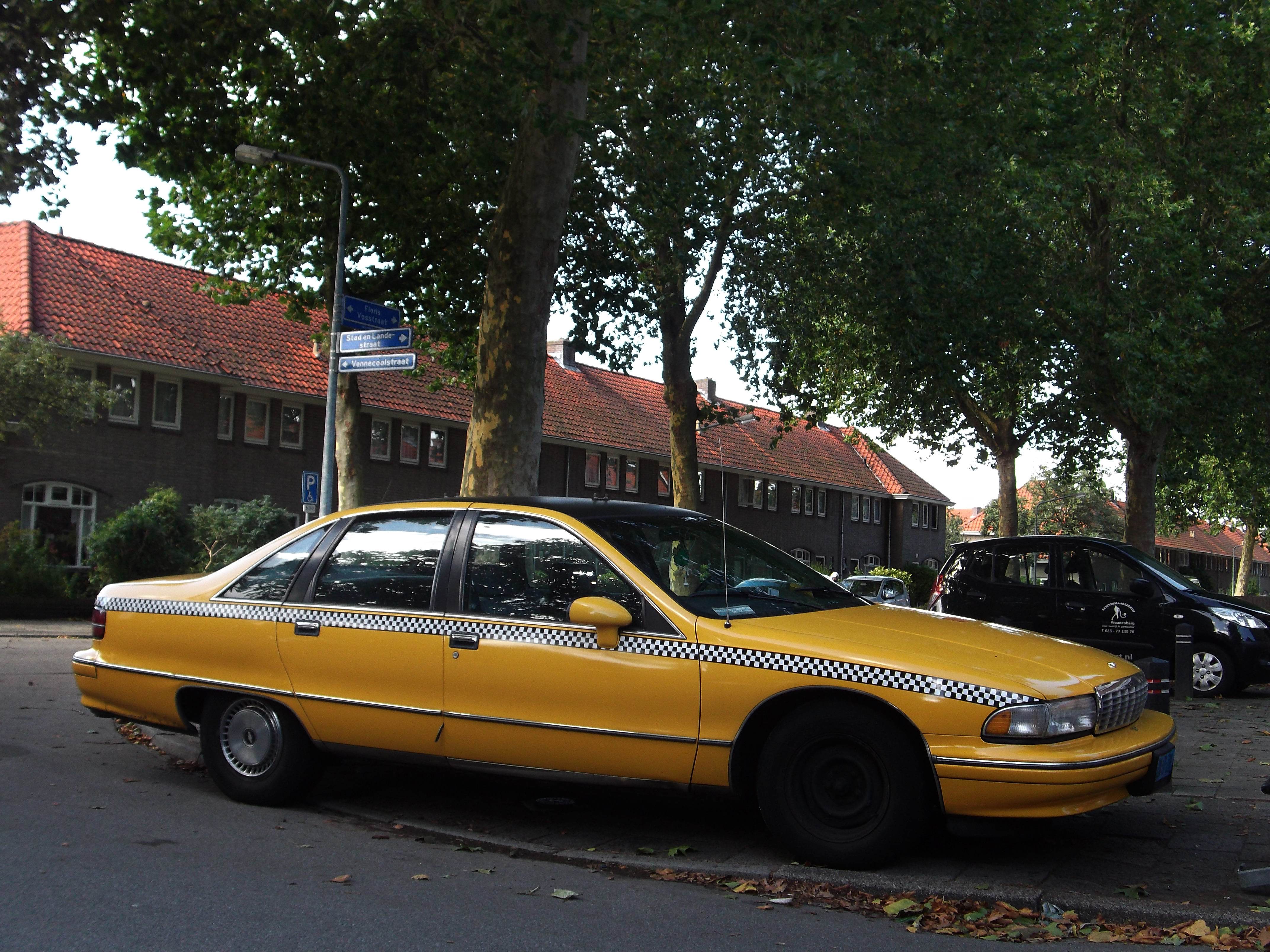

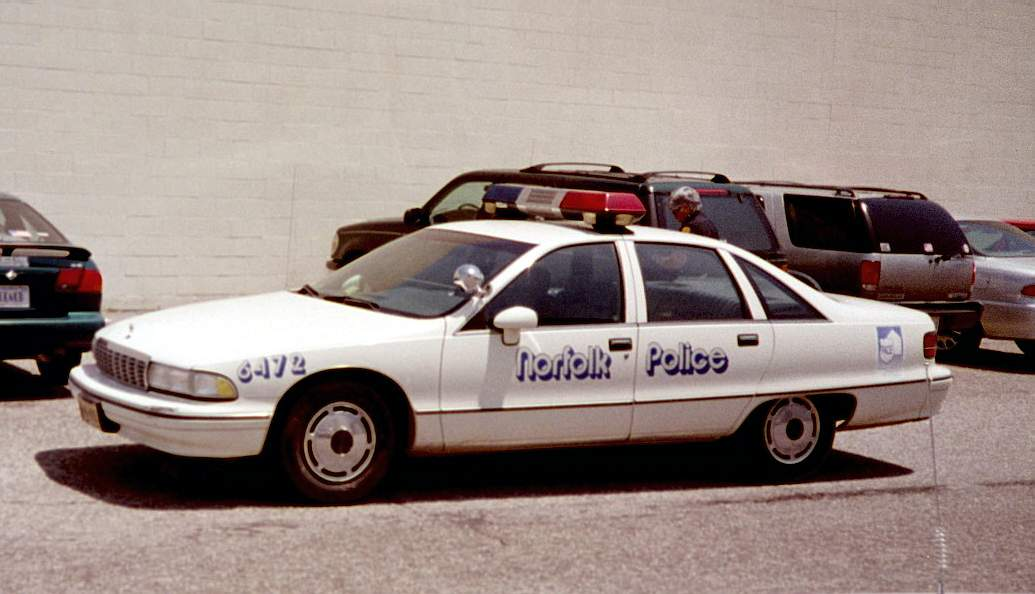
Chevrolet Caprice (9C1)

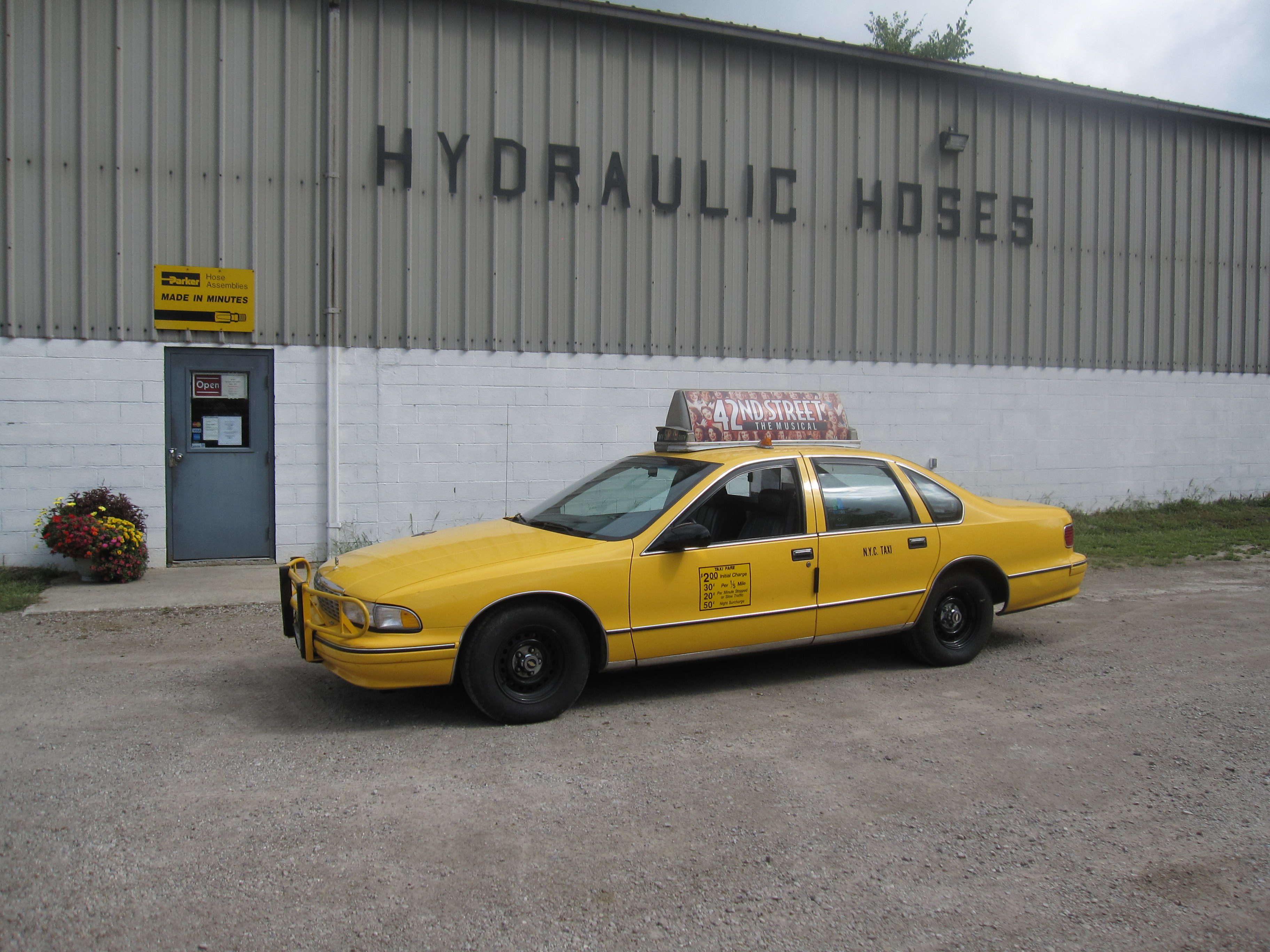
Chevrolet Caprice (9C6) taxi de New York

La quatrième génération de Caprice est produite de 1991 à 1996 et conserve les moteurs 305 et 350, d'une puissance comprise au fil des années entre 174 et 264 ch (127 et 194 kW).
Le modèle de 1991 a été introduit à l'automne de 1990 et a été complètement redessiné - elle a remplacé le design rectiligne de 1977 par une tôlerie arrondie et plus aérodynamique. General Motors a initialement décidé en 1980 d'éliminer la production du modèle de l'ancienne génération d'ici 1989 pour l'année modèle 1990, mais une décision commerciale de 1985 pour planifier une refonte extérieure a donné une nouvelle continuation et le prototype en fibre de verre de cette génération a été montré pour la première fois en avril 1987 pour analyse boursière. Alors que la carrosserie et l'intérieur étaient tous neufs, le châssis et le groupe motopropulseur ont été respectivement largement repris des modèles de 1977 et 1990; le réservoir de carburant en acier a été remplacé par un réservoir en HDPE (la capacité des berlines passant de 95 L, et des freins antiblocage ont été ajoutés en équipement standard sur tous les modèles. Plusieurs composants majeurs (dont le bac de sol) sont entièrement interchangeables entre 1977 et 1996, ayant simplement une carrosserie redessinée sur une plate-forme carrosserie sur cadre, déjà datée, introduite en 1977. Une grande partie de la disponibilité du moteur a été reportée de la génération précédente, qui comprenait pour tous les modèles le V8 L03 de 5,0 L. Un V8 L05 de 5,7 L a également été reporté; il n'était à l'origine disponible que sur les modèles finition de Police 9C1 de 1991 et 1992, mais a finalement été rendu accessible au grand public sur la Caprice LTZ de 1993.
Motor Trend a décerné la nouvelle Caprice Classic voiture domestique de l'année 1991. Deux niveaux de finition étaient initialement proposés: Caprice et Caprice Classic, remplaçant les précédents modèles Classic et Brougham. General Motors avait espéré regagner la première place en tant qu'automobile préférée des États-Unis avec le nouveau style aérodynamique de leur offre full-size.
Cependant, la Caprice à carrosserie B final n'a pas été bien reçu par les critiques et n'a pas conservé des chiffres de vente annuelles élevés comme initialement prévu, avec environ la moitié des ventes aux flottes. Le style de la voiture a été critiqué par les amateurs de voitures qui l'appelaient la "baleine échouée", et "la baignoire à l'envers". Pour 1993, il y a eu quelques révisions, la plus évidente étant la suppression des passages de roue arrière à jupe impopulaire au profit de passages de roue ouverts plus conventionnels. Cela ne s'appliquait qu'au modèle berline; les breaks ont conservé les passages de roue à jupe. Un dernier lifting de l'apparence final est apparu sur la berline Caprice de 1995 sous la forme d'une fenêtre latérale restylée entre la porte arrière et le montant C (les fenêtres des Caprice de cette génération jusqu'en 1994 étaient triangulaires, mais la fenêtre de 1995 avait ce qu'on appelle un "Hofmeister kink" , comportant quatre côtés et balayant vers l'avant, sans le coin pointu pointé vers l'arrière), et le break a reçu les mêmes rétroviseurs que la berline. En 1995 et 1996, l'Impala SS a été exportée vers les marchés du Moyen-Orient sous le nom de Caprice SS, la voiture étant identique à son homologue américaine, à l'exception des polices latérales sur le panneau arrière et du badge sur le tableau de bord indiquant Caprice SS.
En 1994, la Caprice a reçu de nouveaux moteurs, y compris une version légèrement désaccordée optionnelle du moteur conçu pour la performance LT1 350 de 5,7 L de la Corvette qui développait 264 ch (194 kW) et 447 N m de couple . Le moteur standard de toutes les berlines, y compris les voitures de police 9C1, était le V8 L99 263 (4,3 L) de 203 ch (149 kW) pour une meilleure économie de carburant en réponse à la hausse des prix du carburant après la guerre du golfe Persique. Le LT1 était optionnel dans la finition de police 9C1 et standard sur les breaks. Le LT1 350 était de série dans les berlines civiles avec l'ajout du groupe de remorquage V92. L'option de remorquage V92 a également donné une suspension robuste avec des taux de ressort similaires à la suspension de la voiture de police 9C1, 2,93 vitesses, refroidissement V08 robuste avec un ventilateur mécanique, des freins à tambour arrière robustes et un différentiel à glissement limité[réf. nécessaire]. L'intérieur de la Caprice de 1994 avait une refonte qui comprenait un volant Camaro, un compteur de vitesse numérique et un nouveau tableau de bord.
La Caprice 9C1 avec le moteur LT1 est devenu l'un des véhicules de police modernes les plus rapides et les plus populaires. Ce véhicule a suscité une telle dévotion de la part de nombreux services de police qu'une industrie artisanale a prospéré en rénovant des Caprice pour les services de police en continu après que GM ait cessé la production de la voiture, de nombreux services de police les gardant en voiture de service plus longtemps que les autres voitures de police de cette époque.
La production de la voiture a été arrêtée en décembre 1996 en raison de la pression des ventes de la Chevrolet Lumina de taille moyenne, des problèmes financiers chez General Motors et de la demande des consommateurs passant des berlines familiales full-size aux véhicules utilitaires sport de plus en plus populaires,. L'usine d'assemblage de véhicules d'Arlington, au Texas (utilisée pour les Caprice, Buick Roadmaster, Oldsmobile Custom Cruiser et Cadillac Fleetwood) a été convertie pour produire les SUV full-size les plus rentables de GM (le Tahoe et le Suburban). En 1997, la Lumina LTZ prendrait la place de la Caprice en tant que voiture de tourisme haut de gamme de Chevrolet. La production totale des modèles de 1991-1996 était de 689 257, la production prenant fin le 13 décembre 1996. Il y avait des plans pour réintroduire la Caprice pour l'année modèle 2000 en Amérique, mais elle n'a été relancée qu'au Moyen-Orient sous le nom d'Holden Caprice. La plaque signalétique Chevrolet Impala a été réintroduite sur le marché américain des voitures particulières en 2000 en tant qu'offre haut de gamme de la marque, bien que dans une configuration à traction avant.
|                                          |                                                      | 1991 | 1992 | 1993 | 1994 | 1995 | 1996 |
| ---------------------------------------- | ---------------------------------------------------- | --- | --- | --- | --- | --- | --- |
| Calandre                                 | Calandre                                             | Aucun lettrage "CHEVROLET" | Aucun lettrage "CHEVROLET" | Avec lettrage "CHEVROLET" | Avec lettrage "CHEVROLET"                                                                                                 | Avec lettrage "CHEVROLET"                                                                                                 | Avec lettrage "CHEVROLET"                                                                                                 |
| Feux arrière et Garnitures de coffre     | Berline                                              | Feux arrière à 3 sections avec garniture chromée horizontale bissectrice Pas de garniture chromée sur le coffre Badge "ABS" au-dessus du feu arrière gauche                                                                           | Feux arrière à 3 sections avec garniture chromée horizontale bissectrice Pas de garniture chromée sur le coffre Badge "ABS" au-dessus du feu arrière gauche                                                                           | Feux arrière à nervures horizontales Garniture chromée sur le coffre Pas de badge "ABS" | Feux arrière à nervures horizontales Garniture chromée sur le coffre Pas de badge "ABS"                                   | Feux arrière à nervures horizontales Garniture chromée sur le coffre Pas de badge "ABS"                                   | Feux arrière à nervures horizontales Garniture chromée sur le coffre Pas de badge "ABS"                                   |
| Feux arrière et Garnitures de coffre     | Break                                                | Plaques signalétiques "CHEVROLET" et "CAPRICE" sur la partie supérieure du hayon Badge "ABS" situé à droite de la garniture | Plaques signalétiques "CHEVROLET" et "CAPRICE" sur la partie supérieure du hayon Badge "ABS" situé à droite de la garniture | Plaques signalétiques "CHEVROLET" et "CAPRICE CLASSIC" sur le hayon inférieur Pas de badge "ABS" | Plaques signalétiques "CHEVROLET" et "CAPRICE CLASSIC" sur le hayon inférieur Pas de badge "ABS"                          | Plaques signalétiques "CHEVROLET" et "CAPRICE CLASSIC" sur le hayon inférieur Pas de badge "ABS"                          | Plaques signalétiques "CHEVROLET" et "CAPRICE CLASSIC" sur le hayon inférieur Pas de badge "ABS"                          |
| Feux arrière et Garnitures de coffre     | Break                                                | Les feux arrière des breaks sont identiques de 1991 à 1996 | | | | | |
| Passages de roue arrière                 | Berline                                              | "Jupe" semi-couverte | "Jupe" semi-couverte | Entièrement ouvert | Entièrement ouvert | Entièrement ouvert | Entièrement ouvert |
| Passages de roue arrière                 | Break                                                | Les breaks ont utilisé une «jupe» semi-couverte de 1991 à 1996 | Les breaks ont utilisé une «jupe» semi-couverte de 1991 à 1996 | Les breaks ont utilisé une «jupe» semi-couverte de 1991 à 1996 | Les breaks ont utilisé une «jupe» semi-couverte de 1991 à 1996                                                            | Les breaks ont utilisé une «jupe» semi-couverte de 1991 à 1996                                                            | Les breaks ont utilisé une «jupe» semi-couverte de 1991 à 1996                                                            |
| Plaques signalétiques sur la porte avant | Plaques signalétiques sur la porte avant             | Plaques signalétiques "CAPRICE" ou "CAPRICE CLASSIC" sur la porte avant (Les véhicules de police peuvent les faire retirer) | Plaques signalétiques "CAPRICE" ou "CAPRICE CLASSIC" sur la porte avant (Les véhicules de police peuvent les faire retirer) | Pas de plaque signalétique sur la porte avant | Pas de plaque signalétique sur la porte avant                                                                             | Pas de plaque signalétique sur la porte avant                                                                             | Pas de plaque signalétique sur la porte avant                                                                             |
| Piliers B                                | Piliers B                                            | Noir | Couleur carrosserie | Couleur carrosserie | Couleur carrosserie | Couleur carrosserie | Couleur carrosserie |
| Verre du montant C de la berline         | Verre du montant C de la berline                     | Triangulaire | Triangulaire | Triangulaire | Triangulaire | Quadrilatèrale | Quadrilatèrale |
| Rétroviseur                              | Rétroviseur                                          | Style "sucette" | Style "sucette" | Style "sucette" | Style "sucette" | Pliable monté sur voile                                                                                                   | Pliable monté sur voile                                                                                                   |
| Tableau de bord                          | Tableau de bord                                      | Disposition horizontale du combiné d'instrumentations | Disposition horizontale du combiné d'instrumentations | Disposition horizontale du combiné d'instrumentations | Support de groupe d'instrumentations de style "Camaro"                                                                    | Support de groupe d'instrumentations de style "Camaro"                                                                    | Support de groupe d'instrumentations de style "Camaro"                                                                    |
| Groupe d'instrumentations                | Etats-Unis.                                          | Grand : 85 mph; Petit: 140 km/h | Grand : 100 mph; Petit: 160 km/h | Grand : 100 mph; Petit: 160 km/h | Compteur de vitesse numérique pouvant afficher 299; Compteurs analogiques O, V, F, T Non certifié                         | Compteur de vitesse numérique pouvant afficher 299; Compteurs analogiques O, V, F, T Non certifié                         | Compteur de vitesse numérique pouvant afficher 299; Compteurs analogiques O, V, F, T Non certifié                         |
| Groupe d'instrumentations                | Canada                                               | Grand : 140 km/h; Petit: 85 mph | Grand: 160 km/h; Petit: 100 mph | Grand: 160 km/h; Petit: 100 mph | Compteur de vitesse numérique pouvant afficher 299; Compteurs analogiques O, V, F, T Non certifié                         | Compteur de vitesse numérique pouvant afficher 299; Compteurs analogiques O, V, F, T Non certifié                         | Compteur de vitesse numérique pouvant afficher 299; Compteurs analogiques O, V, F, T Non certifié                         |
| Groupe d'instrumentations                | Hors de l'Amérique du Nord                           | Seuls les grands 200 km/h; Pas de mph | Seuls les grands 200 km/h; Pas de mph | Seuls les grands 200 km/h; Pas de mph | Compteur de vitesse numérique pouvant afficher 299; Compteurs analogiques O, V, F, T Non certifié                         | Compteur de vitesse numérique pouvant afficher 299; Compteurs analogiques O, V, F, T Non certifié                         | Compteur de vitesse numérique pouvant afficher 299; Compteurs analogiques O, V, F, T Non certifié                         |
| Groupe d'instrumentations                | LTZ (1991-1993 seulement) et spécification de police | Avec les deux groupes de lampes d'avertissement 2X3 supprimés, un groupe plus long contient un compte-tours; Compteur de vitesse numérique pouvant afficher 199; Compteurs analogiques V, T, F, O; et quelques lampes d'avertissement | Avec les deux groupes de lampes d'avertissement 2X3 supprimés, un groupe plus long contient un compte-tours; Compteur de vitesse numérique pouvant afficher 199; Compteurs analogiques V, T, F, O; et quelques lampes d'avertissement | Avec les deux groupes de lampes d'avertissement 2X3 supprimés, un groupe plus long contient un compte-tours; Compteur de vitesse numérique pouvant afficher 199; Compteurs analogiques V, T, F, O; et quelques lampes d'avertissement | Identique au groupe non policier sauf "CERTIFIÉ"                                                                          | Identique au groupe non policier sauf "CERTIFIÉ"                                                                          | Identique au groupe non policier sauf "CERTIFIÉ"                                                                          |
| Panneau de commande du hayon du break    | Panneau de commande du hayon du break                | Sur le côté droit du panneau de commande de la radio | Sur le côté droit du panneau de commande de la radio | Sur le côté droit du panneau de commande de la radio | Sur le panneau de commande des phares                                                                                     | Sur le panneau de commande des phares                                                                                     | Sur le panneau de commande des phares                                                                                     |
| Niveaux de finition                      | Berline de base                                      | Berline CAPRICE non Classic | Berline CAPRICE non Classic | Berline Caprice Classic | Berline Caprice Classic                                                                                                   | seulement "Caprice Classic Sedan", mais il existe différentes finitions à valeur spéciale                                 | seulement "Caprice Classic Sedan", mais il existe différentes finitions à valeur spéciale                                 |
| Niveaux de finition                      | Berline vaisseau amiral                              | Berline Caprice Classic | Berline Caprice Classic | Berline Caprice Classic LS | Berline Caprice Classic LS                                                                                                | seulement "Caprice Classic Sedan", mais il existe différentes finitions à valeur spéciale                                 | seulement "Caprice Classic Sedan", mais il existe différentes finitions à valeur spéciale                                 |
| Niveaux de finition                      | Berline Sport                                        | Berline Caprice Classic LTZ | Berline Caprice Classic LTZ | Berline Caprice Classic LTZ | (doit être considéré comme l'Impala SS)                                                                                   | (doit être considéré comme l'Impala SS)                                                                                   | (doit être considéré comme l'Impala SS)                                                                                   |
| Niveaux de finition                      | Break                                                | Break CAPRICE Non Classic | Break CAPRICE Non Classic | Break Caprice Classic | Break Caprice Classic | Break Caprice Classic | Break Caprice Classic |
| Moteur et échappement                    | Berline de base et berline vaisseau amiral civile    | V8 LO3 305 de 172 ch (127 kW), Échappement simple | V8 LO3 305 de 172 ch (127 kW), Échappement simple | V8 LO3 305 de 172 ch (127 kW), Échappement simple | Standard: V8 L99 265 de 203 ch (149 kW), Échappement simple; Optionnel: V8 LT1 350 de 264 ch (194 kW), Double échappement | Standard: V8 L99 265 de 203 ch (149 kW), Échappement simple; Optionnel: V8 LT1 350 de 264 ch (194 kW), Double échappement | Standard: V8 L99 265 de 203 ch (149 kW), Échappement simple; Optionnel: V8 LT1 350 de 264 ch (194 kW), Double échappement |
| Moteur et échappement                    | Berline Sport civile                                 | V8 LO3 305 de 172 ch (127 kW), Échappement simple | V8 LO3 305 de 172 ch (127 kW), Échappement simple | V8 LO5 350 de 182 ch (134 kW), Échappement simple | V8 LT1 350 de 264 ch (194 kW), Double échappement                                                                         | V8 LT1 350 de 264 ch (194 kW), Double échappement                                                                         | V8 LT1 350 de 264 ch (194 kW), Double échappement                                                                         |
| Moteur et échappement                    | Break civil                                          | V8 LO3 305 de 172 ch (127 kW), Échappement simple | Standard : V8 LO3 305 de 172 ch (127 kW); Optionnel : V8 LO5 350 de 182 ch (134 kW) Les deux en échappement simple | Standard : V8 LO3 305 de 172 ch (127 kW); Optionnel : V8 LO5 350 de 182 ch (134 kW) Les deux en échappement simple | V8 LT1 350 de 264 ch (194 kW), Double échappement                                                                         | V8 LT1 350 de 264 ch (194 kW), Double échappement                                                                         | V8 LT1 350 de 264 ch (194 kW), Double échappement                                                                         |
| Moteur et échappement                    | Finition police 9C1                                  | V8 LO5 350 de 198 ch (145 kW) Échappement simple | V8 LO5 350 de 208 ch (153 kW) Échappement simple | V8 LO5 350 de 208 ch (153 kW) Échappement simple | V8 LT1 350 de 264 ch (194 kW), Double échappement                                                                         | V8 LT1 350 de 264 ch (194 kW), Double échappement                                                                         | V8 LT1 350 de 264 ch (194 kW), Double échappement                                                                         |

## Cinquième génération (1999-2006)
La cinquième génération est produite de 1999 à 2006.
General Motors a relancé la plaque signalétique Chevrolet Caprice sur les marchés du Moyen-Orient et d'Amérique latine/Amérique du Sud sur base des modèles Holden Statesman et Caprice importés et construits par sa filiale australienne Holden. Les Statesman/Caprice série WH ont été la première série à être conçue pour prendre en charge la conduite à gauche et à droite (le marché du Moyen-Orient étant à gauche et la conduite à droite en Australie) afin de permettre la fabrication de versions d'exportation. Il en était de même pour la Holden Commodore VT à empattement court connexe, dont la version à conduite à gauche est devenue la Chevrolet Lumina au Moyen-Orient (Au Mexique uniquement, les modèles Commodore de Holden ont été vendus aux côtés des Lumina et Caprice).
La Caprice du Moyen-Orient est sortie en 2000 en quatre versions, LS base, LTZ milieu de gamme standard, SS sportive et Royale haut de gamme (introduite en 2002). Les différences entre les modèles étaient principalement de l'équipement et de légers ajustements de style. La LS de base était livré avec un moteur V6 de 3,8 L; la LTZ était équipée de série d'un V8 Gen III de 5,7 L et de 220 kW (295 ch), la SS et la Royale étaient équipées d'une version de 330 ch (242 kW) du même moteur. En 2003, Holden a lancé une Statesman et une Caprice révisé et revisité, qui se reflétait dans leurs versions du Moyen-Orient pour l'année modèle 2004. Les nouveaux modèles arboraient de nouveaux carénages avant et arrière et un intérieur entièrement repensé. Les moteurs sont restés inchangés.
En 1999, GM a de nouveau envisagé de ressusciter le nom Caprice en Amérique pour 2000, cette fois sous cette génération, et en tant que nouvelle Caprice 9C1 bien avant l'apparition du modèle de sixième génération (troisième génération d'Holden Caprice) en tant que Caprice PPV, mais elle est revenue plusieurs années plus tard en tant que tel.

## Sixième génération (2006-2017)
Article principal: Holden Caprice (WM)
La sixième génération est désormais produite par Holden, depuis 2006.

### Moyen-Orient
En novembre 2006, une gamme de Caprice entièrement repensée a été lancée, basée à nouveau sur les Holden Statesman/Caprice WM récemment introduites. La nouvelle gamme de Caprice comprend les modèles LS de base, LTZ, SS et Royale, tous dotés du nouveau V8 L98 de 6,0 L de 268 kW (360 ch).
Les LS, LTZ et Royale partagent tous le pare-chocs avant en de l'Holden Statesman WM tandis que la LS n'a pas les phares antibrouillard de la Statesman que l'on voit sur les LTZ et Royale; la SS gagne le pare-chocs avant et les feux antibrouillard de la Caprice moins les capteurs de stationnement. La LS gagne également l'intérieur et les jantes de la Commodore Omega VE, tandis que la LTZ obtient les jantes de la Commodore VE qui est basé sur la Commodore Omega, et l'intérieur de la Statesman moins les appuie-tête avec les écrans LCD et le lecteur DVD, tandis que la Royale gagne les jantes de la Statesman, et l'intérieur de la Statesman avec les écrans LCD dans les appuie-tête et le lecteur DVD des versions Holden, la calandre de la Daewoo Veritas, l'ornement du capot similaire à celui qui apparaît sur les modèles de 4e et 5e génération, et les SS gagnes les mêmes jantes que la Caprice WM, l'intérieur de la Caprice moins les appuis-tête avec les écrans LCD et le lecteur DVD, la version codée par couleur de la garniture de la calandre et le becquet à lèvres en option de la Caprice WM.
La Caprice a été mis à jour pour 2011 pour inclure les fonctionnalités qu'Holden incluait sur l'Holden Caprice. Le lettrage Caprice gravé sur la garniture chromée qui se trouvait sur la voiture de 2000 à 2010 a été abandonné et remplacé par un badge de la plaque signalétique Caprice qui se trouve sous la garniture chromée à l'extrémité gauche du carénage arrière du coffre. Les moteurs V6 ont été abandonnés dans les LS & LTZ, laissant le V8 comme moteur standard tandis que la LS a obtenu les jantes qui étaient auparavant sur la LTZ de 2007-2010 ainsi que précédemment vues sur la Commodore VE basé sur le modèle Omega Series I , tandis que les LTZ & Royale obtiennent les jantes vues sur la Commodore Calais VE Series II et la Chevrolet Omega Fittipaldi Edition de 2010-2011 et la SS gagne maintenant les jantes que possède la Caprice WM Series II. Les LS, LTZ et Royale conservent toujours le pare-chocs avant de la Statesman, tandis que la SS conserve toujours le pare-chocs avant des Caprice/Caprice V. La Royale gagne également une caméra de vision arrière dans la garniture chromée du coffre qui est absente sur les LS, LTZ et SS comme sur les Holden Caprice & Caprice V. Pour l'année modèle 2013 de la Caprice SS, l'insigne Impala sur le coffre a été abandonné au profit du logo traditionnel Chevrolet.
La Caprice a été mis à jour à nouveau sur la base de l'Holden Caprice WN. Les Caprice LS & LTZ conserve toujours le pare-chocs avant de la Statesman WM tandis que la Royale obtient maintenant le même pare-chocs avant que celui vu sur les Caprice WM/WN & la Caprice SS & les jantes qui étaient auparavant sur la Caprice SS de 2011-2013, la Caprice WM de 2010-2013, et actuellement le modèle de Caprice WN GPL, et l'intérieur de l'Holden Commodore (VF) Calais comme tous les modèles Holden. La SS gagne maintenant la caméra de vision arrière qui n'était auparavant disponible que sur la Caprice Royale alors qu'elle n'est toujours pas disponible sur les Caprice LS ou LTZ, le même intérieur mis à jour des Caprice WN & Caprice Royale, et obtient également les mêmes jantes que sur la Caprice WN tandis que les LS, LTZ & SS gagnent de nouvelles jantes.
La Chevrolet Caprice d'origine Holden dans la version LS est utilisée dans les forces de police du Moyen-Orient en Arabie saoudite, aux Émirats arabes unis, aussi par la police d'Abu Dhabi, la police royale d'Oman et les forces de police de Dubaï. En 2012, après la fin de la guerre civile libyenne, la police d'Abu Dhabi a fait don de 100 de ses voitures de police Caprice LS à la Libye, ainsi que d'uniformes, ce qui en fait le seul pays du continent africain à avoir mis en service les Caprice d'Holden.

### Amérique du Nord

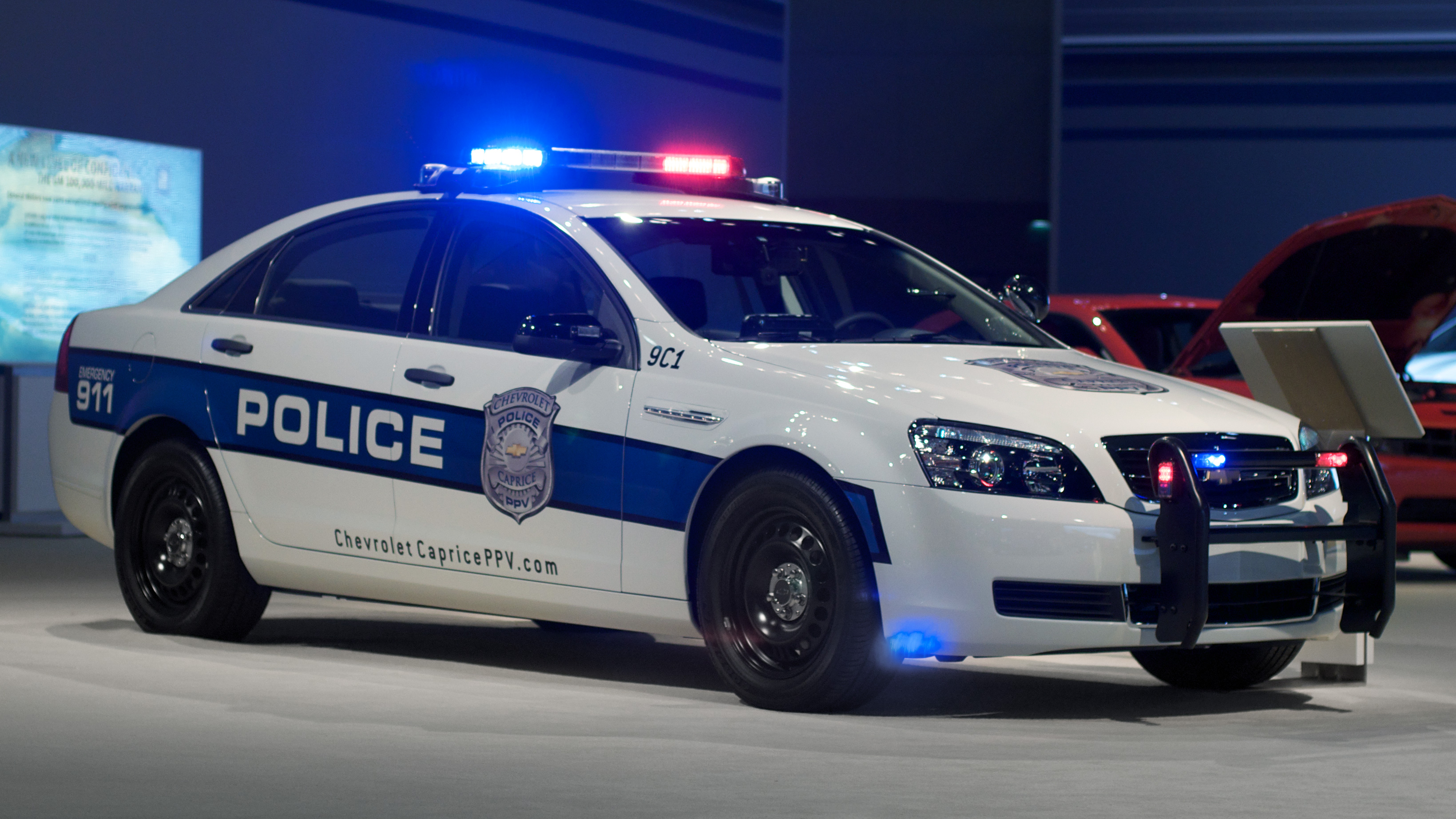
Chevrolet Caprice de 2006 en version PPV (destinée à la police)

Le 5 octobre 2009, General Motors a annoncé la Chevrolet Caprice Police Patrol Vehicle (PPV). La Chevrolet Caprice est vendu uniquement aux organismes d'application de la loi aux États-Unis et n'était pas disponible sur le marché canadien en 2011. General Motors ne vendra pas directement une Caprice PPV au grand public, cependant, certains véhicules ont été achetés par des particuliers via les canaux de vente des concessionnaires. Ceux-ci comprenaient des véhicules de démonstration de GM et des concessionnaires, des stocks de concessionnaires invendus excédentaires et des achats à des fins de démonstration aupres des aménageurs des forces de l'ordre et d'autres entreprises connexes. La Caprice PPV est importé d'Australie et est une importation captive de l'Holden Caprice de la gamme WM, pas de l'Holden Commodore à empattement court de la gamme VE, qui est une voiture de patrouille principale en Australie. Cependant, ces voitures partagent toutes deux la plate-forme Zeta. La Caprice est livré avec le V8 L77 AFM de 6,0 L, de série en 2011 et en option depuis 2012; ou le moteur V6 LLT SIDI de 3,6 L standard, qui est devenu disponible neuf mois plus tard,. Les deux moteurs sont compatibles avec l'éthanol E85.
Le concept car Caprice PPV était basé sur les spécifications de la Caprice LS du Moyen-Orient, qui était basé sur l'Holden Caprice WM Series I. L'avant et la calandre sont les mêmes que ceux de la Caprice LS de 2007-2010. La lettre Caprice est gravée dans la garniture chromée du coffre, il y a un lettrage PPV sur le côté droit du carénage arrière et une plaque signalétique FlexFuel, qui était déjà sur les véhicules GM en Amérique du Nord de 2007 à 2009. La PPV a un double échappement, un levier de vitesses dans la console, une cloison de prisonnier avec des supports de fusil et de fusil de chasse, des lumières et des commandes de sirène dans la console, des jantes en acier de 18 pouces et des capuchons centraux de l'Impala 9C1, et un écran tactile à la place de la radio et du HVAC. Un prototype similaire au concept-car du LAPD a été présenté en Australie par Holden. Un autre prototype testé par le LAPD avait la même extrémité avant, calandre, jantes en acier et capuchons centraux que les modèles de production, tandis que la voiture était basée sur la Caprice WM Series I avec son pare-chocs arrière, des clignotants colorés sur le côté de la voiture, une garniture chromée avec Caprice gravé dessus, et un badge V8 de la Caprice de 2007-2010.
Des fonctionnalités spéciales sont ajoutées par Chevrolet pour la Caprice Police Patrol Vehicle (PPV). Le siège du conducteur a une empreinte spéciale conçue pour accueillir la ceinture d'équipement d'un agent de police, ce qui la rend plus confortable à conduire. Un réglage spécial tel que l'étalonnage PAL (Performance Algorithm Liftfoot) et une suspension optimisée pour les performances ont été ajoutés pour des performances accrues destinées spécifiquement aux besoins de la police.
Auparavant, l'avenir du programme d'exportation nord-américain d'Holden avait fait l'objet d'annonces contradictoires alors que General Motors sortait de la faillite. Le 11 juillet 2009, Bob Lutz a déclaré que la Pontiac G8 sur base de Commodore était «trop belle pour être gaspillée» et a indiqué qu'elle reviendrait en tant que Chevrolet Caprice,. Cependant, il n'a pas été révélé si la Caprice ressuscité devait être basé sur l'Holden Commodore à empattement court (comme la Pontiac G8) ou sur l'Holden Caprice allongé, comme la Chevrolet Caprice du Moyen-Orient. Quelques jours plus tard, Lutz est revenu sur son commentaire, citant les conditions du marché, tandis que le PDG de GM, Frederick Henderson, a confirmé que les demandes de police étaient à l'étude.
La voiture de police Caprice a reçu un accueil positif, plaçant des scores parfaits dans une évaluation du département du shérif du comté de Los Angeles, la seule critique étant dirigée contre le contrôle de stabilité électronique trop prudent. Ce qui rend également la Caprice PPV différente de ses homologues australienne et moyen-orientale, c'est l'extrémité inférieure du pare-chocs avant qui est basée sur l'extrémité avant de la Commodore Omega Series II, la calandre en nid d'abeille similaire à celui de la Ford Crown Victoria Police Interceptor de 2001-2011 et l'intérieur est également celui de la Commodore Omega, qui était la garniture commune de la Commodore VE utilisé par les forces de l'ordre en Australie et en Nouvelle-Zélande de 2007 à 2013. La version détective utilisait le même intérieur que le modèle Caprice LS du Moyen-Orient de 2007 à 2013.
L'équipement standard de la Caprice PPV comprend l'entrée sans clé, vitres et serrures de porte électriques, un système audio LCD couleur de 6,5 pouces avec entrée audio auxiliaire et un lecteur de CD monodisque, un système audio avant à quatre haut-parleurs avec woofers et tweeters séparés, instrumentation complète avec un centre d'information du conducteur (CIC) intégré, climatisation avec commandes de température à deux zones pour le conducteur et le passager avant, doubles sièges baquets avant avec réglage électrique du siège conducteur, un régulateur de vitesse et surfaces des sièges avant et arrière en tissu. Les caractéristiques optionnelles inclus le câblage pour l'éclairage et les sirènes de la police, une batterie supplémentaire pour alimenter les accessoires installés par la police, la désactivation des lampes de courtoisie intérieures et des commandes de la lunette et des serrures de porte arrière, couvre-roues en plastique de dix-huit pouces (18"), une banquette arrière en vinyle, revêtement de sol en vinyle caoutchouté et tapis de coffre arrière et un système de démarrage à distance du véhicule.
Pour 2014, la Caprice PPV a reçu un nouveau système d'infodivertissement à écran tactile Chevrolet MyLink de sept pouces en équipement de série, qui incluait désormais le Bluetooth pour les appels mains libres et la diffusion audio stéréo sans fil via A2DP, les capacités de radio Internet Pandora et un écran de caméra de recul intégré, entre autres nouvelles fonctionnalités. Le lecteur CD à disque unique a également été supprimé pour l'année modèle 2014. Le tableau de bord a été redessiné avec un nouveau volant intégrant le régulateur de vitesse, le système audio et les commandes vocales Bluetooth, un nouveau tableau de bord avec un écran LCD monochromatique plus grand pour le centre d'information du conducteur (CIC) et des commandes révisées (le nouveau tableau de bord dans la Caprice PPV était similaire à celui de la berline civile Chevrolet SS qui a été lancée pour l'année modèle 2014). Le levier de vitesse de la transmission automatique à six vitesses a été déplacé depuis la console centrale vers la colonne de direction, ce qui a libéré de l'espace dans la console centrale pour les équipements installés par la police, tels que les ordinateurs et les équipements radio. De plus, les panneaux de porte ont été redessinés avec un placement des commandes plus pratique, et les sièges baquets avant ont été redessinés pour un meilleur confort et un meilleur soutien des officiers, avec un nouveau tissu de siège pour les sièges en tissu.
En 2017, General Motors a fermé l'usine d'assemblage d'Elizabeth, en Australie-Méridionale, où la Caprice PPV était produite, mettant fin à la production des Chevrolet SS et Caprice PPV civils. Avec l'abandon de la Chevrolet Impala Limited Police Interceptor 9C1 après l'année modèle 2016, Chevrolet n'offre plus de berline quatre portes avec une finition de Police.

## Afrique du Sud (1975 à 1978)
De la fin 1975 à 1978, la Statesman Caprice développé en Australie a été commercialisé en Afrique du Sud sous le nom de Chevrolet Caprice Classic,. La Caprice Classic à moteur V8 a reçu un équipement complet, avec des lampes de lecture, la climatisation et un revêtement en cuir importé. Elle était très similaire à la Constantia 5 litres, bien qu'elle soit équipé d'une calandre et d'enjoliveurs différents et d'un toit en vinyle.